# 東京ミュウミュウ
『東京ミュウミュウ』（とうきょうミュウミュウ）シリーズは、日本の漫画作品。およびこれを原作としたテレビアニメ、ゲームなどのメディアミックス作品。

## 概要
講談社の月刊少女漫画雑誌『なかよし』で2000年9月号から2003年2月号まで連載され、続編の『東京ミュウミュウあ・ら・もーど』は、2003年4月号から2004年2月号まで同誌で連載された。なお、「なかよしなつやすみランド」（なかよし2000年8月号増刊、講談社）で、予告編的な読みきりが掲載されていた。
『美少女戦士セーラームーン』の流れを汲む、5人で戦う美少女戦隊ものの作品である。また、環境問題もテーマに入っており、人間社会における自然破壊やゴミに対する環境破壊や汚染などが要素に含まれており、人類がいかに「環境」について考えるべきかを一つのテーマとしている。
2019年にはキャラクターを男性に置き換えた『東京ミュウミュウ オーレ!』の連載が『なかよし』の2020年1月号から開始される。こちらは作者は青月まどかになっている。同作は2022年9月号にて完結。また、プロジェクトの一環としてスペシャル前後編である『2020 り・たーん♡』が掲載された。
本作は征海未亜（現・征海美亜）の読み切り作品『Tokyo黒猫娘』がベースになっているが、本作の原作スタッフは『東京ミュウミュウ』（第1部に相当）および『2020 り・たーん♡』が原案：講談社・シナリオ：吉田玲子・まんが：征海未亜（『2020 り・たーん♡』はまんが：征海美亜）。ただし、原案のクレジットはアニメ化決定前後からつけられるようになった。『東京ミュウミュウあ・ら・もーど』（第2部に相当）および『ぷちみゅうみゅう』（番外編）は原案：講談社・まんが：征海未亜。『東京ミュウミュウ オーレ！』は原案：講談社・まんが：青月まどか。2021年2月時点でシリーズ累計発行部数は145万部を記録している。
征海が企画書をアドバンスト・エディターのかまやん（講談社コミックスなかよし『東京ミュウミュウ』第1巻 167ページ 「東京ミュウミュウ STAFF大紹介!」参照）から初めて渡された時点での仮タイトルは『正義戦隊バイオリップ』だったが、その壊滅的なネーミングセンスに戸惑いつつ『ギャグっスよね? このタイトル…』と返したところ、彼女と当時の征海の担当編集者でありストラテジック・エディターのセキヤッチ（講談社コミックスなかよし『東京ミュウミュウ』第1巻 167ページ 「東京ミュウミュウ STAFF大紹介!」参照）から『しつれーね 二人で二時間考えたのよ!!』と怒り気味に返された。その後、セキヤッチが『東京ミュウミュウ』というタイトルを考案し、それに決定した。また、征海がメインキャラクターの名前として現在と同様の「いちご」、「みんと」、「れたす」を提案したが、セキヤッチから『だーめだよ そんなへんなおぼえにくい名まえ』と一蹴されてしまい、その後彼から自信満々で提示された新たなキャラクター名は「もも」、「あお」、「みどり」だったとのこと。
『東京ミュウミュウ』の名は、原作やアニメ第1作では主人公である桃宮いちごがメディアに問われた際、とっさに思い付いた5人のチーム名であるが、『にゅ〜♡』ではミュウプロジェクトのリーダーである白金によって最初から命名されていた。

## あらすじ

### 東京ミュウミュウ
桃宮いちごは同級生の青山君のことが好きな中学生。いちごは念願の青山君とのデート中に遭遇した地震の直後、数人の女の子と光に包まれ、ネコが自分の体に入るかのような感覚に襲われる。それ以降、眠気にいつも襲われたり、体が異様に身軽になったり、魚を見るとくわえてしまうようになってしまったいちご。その不思議さに悩むいちごを心配してくれた青山君に告白しようとしたところ、今度は目の前に巨大なネズミが現れて襲い掛かる。そこに突然現れた青年に「たたかえ」と言われたいちごは、猫耳としっぽをつけた姿に変身してしまった。
実はその青年・白金稜は、地球の動物たちに寄生して生物兵器「キメラアニマ」に変えようとしているエイリアンに対抗するため、レッド・データ・アニマルの遺伝子を打ち込んで死滅させる「μプロジェクト」を赤坂圭一郎と共に進めていた。しかし地震によって誤っていちごたちにそれが打ち込まれてしまい、いちごはイリオモテヤマネコの遺伝子と合体し、生物兵器「ミュウミュウ」という正義の味方になってしまった。
キメラアニマを倒したいちごは、白金と赤坂からエイリアンの目的が地球侵略であるとともに、他に4人の仲間がいることを知らされる。そこでいちごはエイリアンと戦うために他の仲間を探しつつ、情報収集のために白金たちのアジトである「カフェ ミュウミュウ」でウェイトレスとして働くことになった。だが、いちごは心に負担がかかると野性の本能でアニマル化するようになってしまい、エイリアンを全滅させて自身の能力が退化するまで青山君に告白することができなくなってしまっていた。

### 東京ミュウミュウあ・ら・もーど
エイリアンとの事件が一段落してミュウミュウはその使命を終え、能力も退化し始めていた。いちごは青山を追ってイギリスへ留学し、残った4人がたまに現れるキメラアニマの残党を処理するだけの、平和な日々が戻ってきた。しかしμプロジェクトの研究を続けていた白金が、またもや誤ってアマミノクロウサギとアンデスヤマネコのDNAを白雪ベリーに打ち込んでしまい、新たなミュウミュウが誕生する。

### ぷちみゅうみゅう
ミュウミュウの5人（後にりんご・ベリーも加わる）が半獣人世界の幼稚園児という設定の、パラレルワールド的短編作品。おもに『なかよし』増刊に掲載された。

### Tokyo黒猫娘
本作のプロトタイプとも言うべき読切作品。コミックス4巻巻末に収録。女子中学生・安曇緋姫（あずみ ひめ）が、宇宙犯罪捜査官に任命されてエイリアンと戦う。彼女の変身中の姿は基本的にはミュウイチゴの色替で、髪やスーツの色は黒になっているほか、チョーカーの代わりにマフラーを巻いている。

## 登場人物
担当声優はアニメ『東京ミュウミュウ』 / アニメ『東京ミュウミュウ にゅ〜♡』の順番に表記。1人のみ記載の場合は、特記のない限りアニメ『東京ミュウミュウ』でのキャスト。各媒体で設定が異なる場合、節を分けて記載する。

### ミュウミュウ
基本的にミュウミュウの苗字には「色」の名前が入っている。なお、身長・体重はgooアニメ公式サイト（Web Archiveで閲覧）およびPS版ゲームによる。アニメ第1作の最終話では最終決戦後に変身能力を失う（アザが消える）も、しばらく後にそれが青山が開放したミュウアクアの効果によるものだったと判明し、また変身できるようになった。『にゅ〜♡』の最終話では、最終決戦から1か月が経ち、白金によって解散が命じられたが、いちご達の意志によりカフェミュウミュウnewでのアルバイトを続けることで解散はなしとなったが、変身能力が失ったのかは不明。
桃宮 いちご（） / ミュウイチゴ / 子猫
声 - 中島沙樹 / 天麻ゆうき
原作第1部およびアニメの主人公。第三中学校（アニメ版では代官中学校）の中学1年生（以下、学年は注釈がなければ第1部当時）。身長152cm、体重42kg。3月15日（うお座）生まれ。
恋に戦いに奔走する明るい女の子。同級生の青山雅也（後述）に憧れている。少々ドジっ子で天然ボケの慌てん坊だが、根は真面目でカフェ内では物凄い働き者。戦いとなると一気に優れたリーダーシップを発揮する。メンバーのことは呼び捨てで呼ぶが、ざくろは「さん」付けで呼ぶ。
ミュウミュウとなってからは、ドキドキしたりビックリすると猫耳と猫の尻尾が出てしまう。またミュウイチゴの著しい力の成長に伴い、さらにドキドキすると完全に猫になってしまうようになった（後述）。第1部終盤で青山に遂に自身の正体を明かすが、青山自身はミュウイチゴと初めて会った時から知っていたらしい。
普段は肩にかかるセミロングヘアをツインテールにしていることが多い。また、本編途中から首にリボンを巻くようになるが、その経緯は各媒体で異なる。
家族は両親のみの3人家族であり、一人っ子。子猫を思わせる可愛らしいルックスだが、美形のみんとやざくろに比べると劣る。背は決して高くないが、ミュウミュウの中ではスタイルはれたすの次に良好なほう。
波乱の恋模様を展開した末に青山とめでたく結ばれるが、それを青山の主人格であるディープブルーに利用されてしまう。しかし青山のいちごに対する思いもあり、勝利を収めた。
原作での設定
「e-Jump」というユニットのファン。それを知った青山がライブチケットを手に入れてデートに誘うが、キメラアニマ対処に時間がかかり大遅刻してしまった。
首の鈴つきリボンは青山とのデート中に遭遇したキメラアニマから助けた猫が逃げた際に手の中に残ったもの。
第2部では青山と共にイギリスに留学していたが、青山の言葉を受け、帰国を早めて途中参戦（もともと4か月程度の短期留学の予定だった）。しかし、第1部と第2部の空白期に力が弱まったため、戦闘中にネコ化してしまうようになり（しかもミュウミュウでいられるのは3分のはずが、ラストの方では力がある程度回復したのか、いつまでもミュウミュウに変身していられた）、ベリーに主人公とリーダーの座を譲ったものの、まだまだ大きな活躍を見せ、またベリーに恋のアドバイスもしてあげるなど先輩ぶりを発揮している。
アニメ第1作での設定
原作同様にルックス・スタイルは良好だが、歩鈴からはざくろと比較して寸胴体型だと言われ、さらにタルトや海辺で出会った子供たちからもおばさんと呼ばれたことがあった。
原作での部活は不明だったのに対し、物語前半では猫の能力を活かして華麗な演技ができるということで新体操部にスカウトされている。
アイドルユニット「エボリュウション」のニシカワの大ファンで、新曲を携帯の着メロにする程度には「キャンディー5」というユニットも好き（流れるのは『恋はア・ラ・モード』イントロ部分）。原作と同様、青山にライブチケットを購入してもらうも、キメラアニマ対処により遅刻してしまった。
首のリボンについては、深夜の公園で青山に正体がバレたのでは、という緊張からすれ違いを重ねた後、剣道の試合を応援しに来たところを見つかり、大会で優勝した青山から贈られたことになっている。
後半からは、完全に猫になったことを切っ掛けに、人間の姿でも猫との会話が通じるようになった。
『にゅ〜♡』での設定
学年が高校1年生に変更されている。青山を好きになるまでの過程が描かれている。青山との初デートがレッド・データ・アニマル展になった経緯が原作とは異なり、みんとからチケットを渡され、青山と展示会場でデートするように促されたことに由来している。ファーストキスの相手は原作同様青山となっている。好きなアーティストについては特に描かれていないものの、宮本からチケットを譲られた人気バンド「Tierra」のライブを青山と観に行くことになっていたが、その前日に猫化してそのまま一晩過ごす羽目になり、当日にはエイリアン達との決戦に臨んだため、ライブに遅刻してしまうことになった。
首の鈴つきリボンは、青山と動物園でのデートした際に、青山が応急処置した猫の首に付いていた物。その後にキッシュが起こしたキメラアニマの騒動中に助けた猫が襲われそうになった青山を助ける際に外れ、青山がそれを拾って帰りの際にプレゼントされた。
最終決戦においてミュウアクアの力で同胞を呼び寄せ地球にいる人類を滅ぼそうとするディープブルーに対し、『人間とエイリアンが共に生きる方法』を考えようと語ったことで説得に成功し、青山とともにリボーンアクアドロップスを放つことで地球とエイリアンの惑星の両方を救い、戦いに終止符を打った。原作の最終話では青山の留学についていったのに対し、本作では日本に留まっており、ミュウミュウの仲間とともにカフェミュウミュウでのアルバイトを引き続き行っている。
子猫（）
原作中盤から登場。ドキドキの興奮し過ぎで完全に猫になってしまった状態。毛並みは灰色に近いダークブラウン（または黒）に瞳の色はピンク。ミュウミュウの時と同じデザインのリボンを尻尾に巻いている。猫との会話が通じるようになるが、人間との会話が通じなくなり、人間の耳には「ニァー」としか聞こえない。猫に限らず犬や鳥との会話も通じるが、人間時は不可である。なおこの状態の時はミュウイチゴへの変身は不可となる。キスすることで元の姿の人間に戻る（人間以外の動物でもOK）。
アニメ版第1作では第28話から登場。原作同様動物と会話できる他、人間時でも猫との会話のみ通じる。また、第36話の頃には、恋愛由来のドキドキがなくとも動物とキス（唇同士が接触）した状態になるだけでネコ化してしまうようになる。そのため、人間に戻るために駆けずり回っている羽目になり、動物たちの間でキス魔と噂される始末となる。
『にゅ〜♡』では第10話から登場。デザインが若干変更されており、瞳の色は元の姿と同じ赤茶色で、尻尾にリボンを巻いていない。原作・アニメ第1作とは異なり、フランソワに正体を知られている。
本作のマスコットキャラクターの一匹。
原案
いちごの原案となったキャラクターは、新連載をするにあたり、征海が担当編集者のセキヤッチに見せた最初のキャラクターである。当初は『ホラー物を描かないか?』と勧められており、それも楽しそうだとデザインを進めていた際、デビュー前から猫耳のキャラクターの登場する作品を描きたいと思っていたため、ものは試しと見せてみたところ、セキヤッチにこのキャラクターが非常に気に入られたことからホラー漫画という当初の構想はお流れとなり、このキャラクターを生かした作品を作るという方向に舵を切った。カラーリングは黒がメインで差し色がピンク、髪型は黒髪のおかっぱで、黒いオフショルダーのワンピースとショートブーツ、アクセサリーに黒の手袋とピンクのマフラーを着用した猫耳と尻尾を持つ少女であった。元々征海はこのような気合いの入った主人公を描きたいと思っていたため、このキャラクターの最終形態とでも言うべき「いちご」に対しては多少の違和感があるとしつつも、このようなキャラクターが主人公というのも『なかよし』の作品には似合いそうもないと語っている。
藍沢 みんと（） / ミュウミント
声 - かかずゆみ / 日向未来
中学1年生。身長145cm、体重38kg（PS版ゲームでは、身長146cm、体重34kg）。10月3日（てんびん座）生まれ。
藍沢財閥のお嬢様。少しキツい口調（いちご曰く「かなりキツい」）と高飛車な性格で、「〜ですわ」が口癖。メンバーのことはざくろ以外は呼び捨てで呼ぶ。
普段の髪形はシニヨン付きのツインテール（お団子2つ）にしているが、髪を下ろすとウェーブのかかったボブヘアになる。髪を下ろした姿は作中にも度々登場している。背は低いものの脚は長く、スタイルも悪くない、小顔で上品さを漂わせる端正な容姿の持ち主。その美貌と家柄から、財閥界では婚約希望者がかなりいるが、本人は迷惑がっている。
物語序盤はやや高慢な部分があり、時折身勝手な行動も取っていた。しかし、ミュウミュウとして活躍するうちに周りも驚くほどかなり自立した一面を見せていくなど、物語を通して最も成長したミュウミュウのメンバーである。戦闘能力についても当初はさほど高くはなかったものの、物語が進むにつれて実力をつけていった。
カフェ内では、働き者のいちごとは対照的にいつもさぼってばかりであることから、よく文句を言われている。しかし根は優しく仲間思いで、いちごのことは特に大切に思っているが、素直ではないため滅多に口に出すことはないといった典型的なツンデレ。また、少々野次馬根性が強い。たびたび登場する愛犬ミッキーとは大の仲良し。
特技はバレエ。ピルエットやジャンプなど、バレエの動きを取り入れた変身バンクと攻撃バンクになっている。
ざくろに一目惚れしてからは密かに写真集を買い、ざくろを「おねーさま」と呼んで憧れている。
原作での設定
バレエに加えて日本舞踊も習っている。
家族に関してはクッションを気に入っている母親のこと以外に家族に関する描写はない。
『あ・ら・もーど』ではバイト中の髪型もシニヨンから髪を下ろした状態に変わっている。また、戦闘ではベリーを的確に援護していた。
アニメ第1作での設定
征海バレエ団に所属している。鳥との意思疎通ができる設定が追加されている。
家族構成は両親と兄。だが、両親と会う機会はあまりなく、やや寂しい思いをしている。その分兄が大好きなブラコン。
第21話ではミュウミュウを脱退しようとしたが、ざくろの指示でミッキーが囮になった事に心を動かされ、後に翻意した。
原作に比べて2番手としての活躍がかなり描かれており、ざくろと一対一で戦い勝利している。
『にゅ〜♡』での設定
学年が高校1年生に変更されている。髪型も変更され、変身前は常時髪を下ろすようになった。
原作と第1作ではいちごに次いで2番目にミュウミュウに覚醒したのに対し、本作ではいちごに先行してミュウミントに覚醒している。これに伴い、他のミュウミュウの覚醒を先導する役目も担っており、第1話ではいちごの学校に潜入し、いちごが青山とレッド・データ・アニマル展の会場へ行くように仕向けた。
原作と同じく日本舞踊を習っており、ざくろの共演者を決めるオーディションでバレエと共に披露していた。
家族構成については第1作と同様に兄が登場している他、両親についても言及されている。家族が自分を子ども扱いすることにコンプレックスを感じている。そんな時に自分を追求し上昇志向が強いざくろに対し憧れを抱いた頃に、ノドジロルリインコのDNAを打ち込まれ、最初のミュウミュウとなった。ミュウミュウとしての活動にはとても積極的であり、原作などでいちごに対し辛辣な態度で接していたが、今作ではその様な傲慢で高飛車な態度を取るようなことはなく、友達思いな面が強調されている。カフェでの仕事はアフタヌーンティー以外の時は割と真面目に働いている様子が描かれている。
将来藍沢家の家業を継ぐにあたり、誓治から3年間の海外留学を提案され、留学するか迷っていたが、エイリアン達との決戦の最中にミュウイチゴの言葉により留学は「手段」に過ぎないと吹っ切れた。
終盤において兄の誓治にミュウミュウとしての正体を明かすことで説得し、彼の考えを改めさせた。最終話では兄の誓治の協力によって自分の事務所「mint compolation」を立ち上げた。
碧川 れたす（） / ミュウレタス
声 - 佐久間紅美 / 十二稜子
奥村大付属中学校の2年生。身長161cm、体重47kg。4月29日（おうし座）生まれ。メンバーのことは「さん」付けで呼ぶ。
ミュウミュウの一人になるまでは「いじわるな女生徒」3人のグループのパシリで、彼女たちから陰湿ないじめを受けていた。そのため情緒不安定な面があり、いちごとの初対面でも弱気になって頭を下げるほどであったが、その鬱憤が「ミュウレタス」の覚醒を前後して力を暴走させ、その力が中学内での怪談にもなっていたほどであった。
お化けを嫌がるいちごを引き連れてきたみんとが怪談の正体を暴こうとしたのと前後していちごと再会。その時は我を失っており、いちごとみんとに容赦なく攻撃してきたが、いちごの力によって「負の感情」を浄化されて暴走は止まり、いちごたちの正式な仲間入りを果たし、女生徒たちと決別することにも成功した。
おどおどした言動が多く、照れ屋で人付き合いが苦手。しかし性格は優しく、それでいて芯が強い。常に引っ込み思案であるが、キレると手に負えなくなるドジっ娘と化す。
カフェの仕事は懸命に取り組んでいるものの極度なドジっ娘のあまり、度々掃除に失敗したり、皿をはじめとした備品を壊してしまうことが多い。
一見、目立たない地味な顔だが、実は眼鏡を外すとなかなかの美人である。また美脚の持ち主でざくろに並ぶほどプロポーションが良いが、本人はそのことに気づいていない。
眼鏡っ子で、ギャグフェイスの時は眼鏡のレンズが真っ白になる「お約束モード」がある。裸眼の視力はかなり低く、全てがぼやけて見えにくい。原作では眼鏡をはずすと数字の「3」を二つ並べたような眼であることが多いが、はずしても普通の目のままだったこともある。ミュウレタスに変身すると眼鏡は無くなるが、視力は一気に向上する。また、水が苦手でカナヅチだが、ミュウレタスになると泳げるようになる（後述）。
原作での設定
家族に関する描写はない。
豪華客船に乗った時に船酔いしてしまい、その際優しくしてくれた白金が少し気になっていたようだが、その後の進展については語られていない。
アニメ第1作での設定
家族構成は両親と弟一人。本人も含めて、家族全員が眼鏡を着用している。
ぬいぐるみの人形作りを趣味としておりで、人形作家の上村綾乃のファン。
白金に対しては物語終盤から恋心を抱き始める。その後キメラアニマとの戦いで白金が海に落ち、溺れかける寸前にれたすが救命手段として口移しで息を送り込み、白金の命を救ったことがある。しかし、想いを伝えることはなかった。
『にゅ〜♡』での設定
学年が高校1年生に変更されている。家族は登場しなかった。
原作同様、豪華客船の件で「もっと自信を持て」と諭した白金に胸をときめかせている。豪華客船の一件の後はそれまで失敗ばかりだったカフェでの勤務もはかどっている様子。その後も白金に想いを寄せている描写がなされていたが、白金との進展が描かれなかった原作・アニメ第1作に対し、本作では後述の顛末を迎えている。豪華客船の件でミュウアクアに触れた際に何らかの情報が頭に流れ、以後も時折フラッシュバックするようになる
ミュウアクアの疑いがあるイヤリングが出展されることに伴い、白金と二人で偵察に行くもキッシュの襲撃に遭って近辺の海に落下してした際、そのイヤリングの力でエイリアンが地球に住んでいた時代へタイムスリップし、その時代の住人であったマドレーヌに介抱される。マドレーヌがシフォンに想いを伝える手助けをした後に現代に戻り、マドレーヌの遺言を受けて白金に告白したが、「れたすの想いには答えられない」と断られ失恋する事になった。れたすの恋心を把握していたのはざくろのみであった。最終決戦で今までフラッシュバックしていた映像が太古の時代の地球である事を認識した。
最終話では白金と共に訪れたお台場の水族館で友達とアルバイトを始め、その様子などを記した手紙をパイに送っている。
黄 歩鈴（） / ミュウプリン
声 - 望月久代 / 戸田梨杏
ミュウミュウ最年少の小学6年生。身長138cm、体重32kg。8月7日（しし座）生まれ。在日中国人の女の子。
元気一杯でやんちゃな、猿のようなな女の子。語尾に「〜なのだ」を付ける口調で喋る。メンバーのことを、必ず「○○○のお姉ちゃん / お兄ちゃん」（「いちごのお姉ちゃん」、「白金のお兄ちゃん」など）と呼ぶ。特技はお絵描き。パンクさせたセミロングを4本に分けて、それぞれ三つ編みにした、特徴的な髪型をしている。
超身軽で、大道芸が得意。よくカフェの皿で皿回しをしては頻繁に割ってしまっている。実家に伝わる、惚れ薬や眠りのお香などを持っている。お金好きでもある（初変身時の少し前まで、動物園でサルたちと芸を見せて「おひねりちょうだい」をやっていた）。
第1部ではその持ち前の元気と無邪気さでタルトの心を揺り動かし、良い感じになった。
原作での設定
後述する5人の弟妹以外の家族は登場しない。
アニメ第1作での設定
世界中を旅する格闘家で家を空けっぱなしの父（フォン・ターレン）と、5人の弟妹。母は数年前病気で倒れ、入院先の病院で他界しており、歩鈴は長女なので実は面倒見が良く母親的存在である。また長年やっていたせいか家事全般が得意。
父親から受け継がれてきた黄家伝来の高円寺拳法25段の使い手で、必殺奥義「四十八点ヒトツ（しじゅうはちてんひとつ）」の技を持つ。
ファーストキッスの相手は子猫（イチゴ）だった（いちごが元の姿に戻るためにしたこと）が、本人は気にしていない様子。
『にゅ〜♡』での設定
髪型が変更されており、側頭部の髪を結っている他、後ろ髪の三つ編みが原作と第1作より長くなっている。
家族構成はアニメ第1作同様に5人の弟妹と亡くなった母が登場しているが、両親は元サーカス団員であり、父については修行のために山に籠っていると言及している。両親に代わって弟妹達の世話をしている。
中学生以下であることが明かされているのみで具体的な年齢は不明だが、第二期OP映像で制服姿が描かれている。
タルトとの対面が原作やアニメ第1作では中盤であったのに対し、今作では8話と早い段階で対面を果たし、この頃から『タルタル』と呼んでいる。最終決戦においてタルトに抱きつき、共に涙を流しながら戦いが中断となった。最終話では最終決戦後もタルトに食事を振る舞ったり家に泊めるなど、交流が続いている。
藤原 ざくろ（） / ミュウザクロ
声 - 野田順子 / 石井萌々果
ミュウミュウ最年長の中学3年生。身長172cm、体重49kg。9月6日（おとめ座）生まれ。
クールビューティな容姿と抜群のプロポーションを併せ持ったカリスマモデル。英語を含む6か国語を話すことができる。メンバーのことは呼び捨てで呼ぶ。
東京ミュウミュウ随一の美貌とプロポーションの持ち主であり、メンバーの憧れでもある。特にみんとに一方的に「おねーさま」と呼ばれて憧れられているが、当の本人はまんざらでもないらしい。あまりに大人びた容姿と物腰の落ち着いた言動から、白金から「本当に中学生か?」と聞かれたことがある。それに対し、ざくろは「女に年齢を聞くもんじゃないわよ」と答えた。身体能力も非常に高い。
仕事中は穏やかで印象的な笑顔を見せているが、実際は冷淡な性格で、人付き合いに関しては淡白で愛想がなく、みんとの「おねーさま」呼びも当初は「ウザいのよ」と一蹴し、仲間もうっとうしいと思うほどであった（一般的にいう一匹狼）。他のミュウミュウたちの必死の行動によって無事に仲間入りをしてからは、頼りになる強いお姉さんキャラになる。仲間との友情が芽生えてからは人づきあいも良好になり、お節介な一面も持ち始める。ノリのいい一面も見せるようになり、青山雅也が来店した際にはみんとの悪ノリに便乗してキャバ嬢よろしい格好で接待していた（青山本人は唖然かつ絶句していた）。勘が鋭く洞察力に優れている。なお虫が大の苦手。モデルとしての正体を見抜かれないよう、カフェミュウミュウでの接客・接待時は常に無表情・無愛想で振る舞っており、キャラを演じ分けている。
原作での設定
原作では家族に関する描写はなされていない。
アニメ第1作での設定
後ろ髪の長さが変更されており、原作では胸元までだったのに対し、ウエストまで伸びている。
家族構成は海外で生活している両親。現在は日本で一人暮らし。あまり語られていないが、家族との仲に大きな亀裂が入ったことがあるらしい。
原作同様に一匹狼だったものの、仲間入りしてからは徐々に人付き合いにも積極的になり、自分自身と同じ境遇の子（特に幼い子供）に対しては積極的に優しく（時に厳しく）接している様子。
いちごが止めを刺す役目だった関係上、原作に比べて早い段階で倒されて気を失うことも多い。35話では少女を人質に取られたところをタルトの放った触手で拘束され、仲間の援護を待つ他なかった。また、43話ではみんとと戦って武器を失い、敗れている。
『にゅ〜♡』での設定
髪型については前髪が眉より上で切り揃えられている。後ろ髪は第1作と同じくウエストまでの長さ。モデルや女優に加え、アーティストをメインとして活動している。カフェミュウミュウでの接客時はキャラを変えることなく真面目に取り組んでいるが、よかれと思って客の注文とは違う自らのおすすめのメニューを提供するなどしている。接客態度は客から好感を抱かれているが、正体には気づかれていない（赤坂によれば「有名人がこんな場所にいるわけないと思われている」ため）。
具体的な年齢は明かされていないが、公式ビジュアルブックにおいて高校に通っているとの記述がある。また、バイクを運転する描写がある。
家族については原作同様に登場しなかった。
赤井 りんご（） / ミュウリンゴ
声 - 川田妙子
PSゲーム（と、『ぷちみゅうみゅう』）にのみ登場したミュウミュウ。身長134cm、体重30kg。7月6日（かに座）生まれ。
歩鈴と同じ小学6年生。PS版の舞台となる島に兄の真潮が勤めており、夏休みを利用して東京から遊びに来た。兄からは大切にされている。語尾に「なのぉ」と付ける口調で一見のんびりとしているが、芯の強さと気丈さを持つ。
幼少期は体が弱く、それ故あまり学校に通えず友人も少なかった。島でミュウミュウと知り合い、いちごに懐くようになる。夜間の散歩が趣味で、動物を分け隔てなく愛している。
家族は兄。母はすでに他界。父に関しては不明。フンボルトペンギンのユキちゃんと友達。
PSゲームでは戦いが終わった後でもミュウミュウの一員として所属し続けることになっていたが、これはゲームだけのストーリーのため、原作の第1部、第2部とアニメには登場しない。
白雪 ベリー（） / ミュウベリー
『あ・ら・もーど』から登場する新たな主人公。代官山学園中学1年生（第2部。学年は歩鈴と同じ）。1月5日（やぎ座）生まれのO型。
制服に憧れて中学受験し、白金台にある私立女子校に進学するも、お嬢様学校だったため、クラスでは猫を被っている。決めゼリフの漢字が平仮名になっているあたりに幼さがうかがえる。
日本人とフランス人のクォーター（父方か母方かのどちらかは不明だが、「祖父がフランス人」）で、光の加減で赤く見えることもある茶色の瞳とストレートロングの金髪が特徴。性格は明るく元気で前向き、少々甘えん坊。いきなりミュウミュウになってしまい、リーダーに任命され戸惑うが、他のミュウミュウやいちごの助けもあってなんとかリーダーとしての務めを果たしている。フランス語が話せる。ケーキが好き。
家族は父のみ。母はすでに他界しており、上述の祖父は別居。
ふとした事故で会った白金に惚れていた節があるが、最後にはいつも傍にいて守ってくれた侑と結ばれる。
いちごと同様に、通常時でも猫の尻尾が出たことがある。さらに、完全に獣化してしまったこともあったが、その時の姿は猫と兎の合体動物である（『wish 〜たったひとつの願いごと〜』のおまけにて）。
原作第1部でも最終回にて姿を見せている（第1作や『にゅ〜♡』を含めて、アニメには登場していない）。

### 仲間・サポートメンバー
この項目のキャラクターは、苗字に「色の名前が入った東京都の地名・東京メトロの駅名」が入っている者が多い。
青山 雅也（） / 蒼の騎士  / ディープブルー
声 - 緒方恵美 / 内田雄馬
第1部のヒーロー。いちごが命をかけて守りたい存在であり、また雅也にとってもいちごは命をかけて守りたい存在。いちごの好きな男の子。容姿端麗・頭脳明晰・スポーツ万能の秀才。剣道部のエースで女の子にモテていたが、いちごと両思いになってからはいちごにしか目もくれない。環境を愛する優しい性格だが、それでいて気性の激しさと冷淡さを併せ持ち、それゆえにある種の危うさを持つ少年でもある。
小さい頃から孤児院で育ち、養子として育てられ、俊才を演じねばならない事情もあり、地球を汚し続けていく周囲に冷めていた彼にとって、いちごだけが鮮やかな色を放つ女の子であった。いちごのことは当初、苗字にさん付けしていたが、剣道の大会中にキッシュに襲われた時から名前を呼び捨てにし始める。キメラアニマとの戦闘のため何も言わず姿を消すことがあるいちごに「勝手にいなくならないように」、「いちごはぼくの猫なんだから」と鈴付きのリボンを巻いている。
アニメ版でミュウミュウたちのサポートメンバーに加わった後にカフェミュウミュウのウェイターを務めることになる。当初、白金やざくろの心境では、まだ仲間としての認識は薄かったらしい。
実は「青山雅也」としての姿の他に「蒼の騎士」、「ディープブルー」という2つの姿を持っている（1つの体に対し3つの人格を持つ）。全て「青」に関する言葉が含まれている。当初は3つの姿はそれぞれに独立した人格だったが、最終的には「青山雅也」に統合されることとなる。なお、当初「蒼の騎士」や「ディープブルー」の時の記憶は持っていないが、統合されたことで記憶が統一される。
最終決戦において主人格である「ディープブルー」に呑まれてしまうが、ミュウイチゴの危難と自身に取り込まれていたミュウアクアの力で再覚醒。彼女を救うためディープブルーもろともにミュウアクアの力を完全解放し自らを滅ぼすことになる。一度息絶えた後にいちごに救われ、いちごを救い、無事結ばれた。
原作での設定
第2部ではいちごと共にイギリスに留学し、ベリー援護のためにいちごを先に日本に帰した上で、自分も後で日本へ帰ってきた。『り・たーん』でも留学は継続中で、一時帰国のお祝いをカフェミュウミュウで計画していた。その移動中の騒動で自分のなかにまだディープブルーとしての力が残っていることが判明し、「この力が、いつかまたいちごを傷つけるのでは」と悩むが、侑に相談した時に「離ればなれになることを、いちごが望むと思うか?」と問われ、吹っ切れる。
『にゅ〜♡』での設定
学年が高校1年生に変更されており、いちごが青山に好意を抱く経緯が描かれている。また13話では、たまたま見かけたいちごが楽しそうに笑う姿に惚れたというきっかけが描写された。原作同様、レッド・データ・アニマル展において転倒してしまった際事故で唇が触れてしまい、いちごのファーストキスの相手となっている。アニメ第一作に比べ初心な部分が強調されており、事故でキスをしてしまったり、周りからいちごとの仲について言及された際は照れてたり赤面する描写が多い。当初苗字にさん付けで呼んでから、名前に呼び捨てで呼ぶようになったのはミュウプリンが登場した3話からとなっている。原作・アニメ第1作ではミュウイチゴと初対面した場所は井ノ原公園だったが、本作ではパイが高校を襲撃した時に初めて顔を合わせた。
最終決戦でディープブルーに意識を乗っ取られるも、キッシュを手に掛けた後のミュウイチゴの言葉で再覚醒。自分の犯した罪を自認し、自決によりミュウアクアを解放しようとした所をディープブルーに制止させられるが、内側からディープブルーに語りかけて彼を改心させ、ミュウイチゴと共に地球とエイリアン達の母星の両方を救った。終戦後は海外に留学するが、原作とは異なりいちごは同行しなかった。
蒼の騎士（）
中盤から（アニメ第1作では17話、『にゅ〜♡』では13話から）ミュウイチゴの危機にいきなり登場する謎の青年。ミュウイチゴを危機から救出して共闘する、いわゆる第1部における「お助けキャラ」に相当する。
金髪碧眼でエイリアン特有の長い耳をしている。服装は原作とアニメ第1作では青いロングコートの下に青色の短パンとショートブーツを履いていたが、新装版第7巻の表紙および『にゅ〜♡』ではマリンブルー色のロングコートの下に紺色のスラックスと黒のブーツを履き、ピンク色のリボンで後ろ髪を留めている。
キッシュとはライバルとして幾度も渡り合うが、一方で何かを察知した彼からは自身の存在がイチゴを傷つけると忠告を受けており、自らの正体に懐疑を抱きながら戦うことになる。
その正体は「青山雅也」の「いちごを守りたい」という願いが一人歩きし、主人格である「ディープブルー」の能力を断片的に使用できるようになって独立した人格であった（その間、青山の意識は白昼夢を見ているような状態である）。
最終決戦直前にミュウイチゴに正体を知られたことで「青山雅也」と人格が統合され、いちごたちミュウミュウの戦力に加わることになる。
なおアニメ第1作では変身能力について、いちごあっての存在のため、いちごが青山の間近にいることといちごが青山に対し望むことで、青山の「いちごを守りたい」という思いが作用して変身を遂げる。またいちごメインに戦っているため、いちごが敗れることは自身の敗北となり彼の弱点でもある（パイの作戦の罠に嵌り、一度敗北を喫した）。
武器は長剣型のロングソード。持ち前の身軽さと身のこなし（剣道の鍛練が十分生かされている）でいちごを援護する。必殺技は「彗星藍玉斬(すいせいらんぎょくざん)」。
アニメ版では正式にミュウミュウたちの戦力メンバーに加わったことで、第46話のみに登場する合体攻撃として、ミュウイチゴの「リボーンストロベリーサプライズ」の力を長剣型のロングソードに吸収させることで、ロングソードをトライデント型の青白い光の大剣に変化させて海を一刀両断し、海中に潜むキメラアニマを浄化した。
ディープブルー
下記項目「エイリアン」の「ディープブルー」を参照。

白金 稜（） / アルト
声 - 遠近孝一（幼少期：皆川純子） / 中村悠一（幼少期：中村百伽）
ミュウミュウを束ねるリーダー。μプロジェクトを始めた張本人。UMA研究をしていた父の下で、小さい頃から生物科学を学んできたIQ180以上の天才。ただし、序盤でのいちごの問いには「ただの金持ち高校生」と答えている。
第1部ではいちごと良い感じになった。至る所でいちごを助け、また猫のアルトになっていちごの猫化のピンチを救ったことも少なくない。アルトになったのは、自らをイリオモテヤマネコのDNAの実験体にして失敗したため。長い間（原作では10分以上）猫のままでいると、元に戻れなくなるらしい。
原作での設定
子供の頃アメリカにいた時に、謎の火炎弾が自宅兼研究室に着弾し、その室内にいた父親は焼死。庭にいた母親も稜を赤坂に託して燃える家の中へ入っていったため、両親を失った。どちらも以後は父親の研究を引き継ぎ、父のμプロジェクトを完成させることを固く誓い、赤坂と日本に渡り、その誓いどおりにプロジェクトを完成させた。その後も赤坂と共にいちごたちをサポートしている。
第2部では最初のみベリーと近付いたが、それからは全く音沙汰なし。それどころか、まだいちごに未練がある模様。また、ロイヤルハイネスに襲われたベリーに状況を説明するため、ベリーの中学の理事長室で赤坂と2人で待っていたこともある。その後、手段の詳細は不明だが、留学中だったいちご以外のミュウミュウ全員をベリーの中学に転入させた（ざくろは高校生のはずだが同じ校内にいる）。
アニメ第1作での設定
いちごに片想いしているらしい描写が随所にあり、28話では青山より先にいちごの唇を奪っている。いちごは動揺したが、同時に全く嫌ではなかったようなそぶりも見せた。しかしそのままラストまで関係が進展することはなかった。
原作とはμプロジェクトを引き継いだ経緯が若干異なり、5年前に考古学者である父親がアメリカのとある遺跡を発掘してから、密かに未確認生物のテクノロジーを解明するために研究をしていた。ところが、何者かの手によって両親は炎を操るキメラアニマに自宅ごと焼かれ焼死した。
いちごに新たな力として、ミュウベリーロッドやミュウアクアロッドを授ける。
『にゅ〜♡』での設定
原作とアニメ第1作では誤っていちご達にDNAを打ち込んでしまったのに対し、本作品ではDNAに適合する人物として予めいちご達をミュウミュウのメンバーに選定しており、ミュウミュウのDNAの打ち込みもレッド・データ・アニマル展の展示会場で滞りなく行われた。μプロジェクトを引き継いだ経緯や両親の最期は原作に準拠している。
原作やアニメ第1作にれたすから想いを寄せられている描写が強調されているが、本人はれたすから告白されるまで全く気づいていなかった。れたすの気持ちに感謝するも、μプロジェクトの事しか考えられず、彼女の気持ちには答えられないと告げた。また、いちごが青山と2人きりで会話しているのを見るとしんみりとした様になったり、赤坂の「誰よりもいちごを心配している」という独白から、原作やアニメ第1作と同様、いちごに片想いをしていると思われる描写がある。
アルト
原作中期（アニメ第1作は第28話、『にゅ〜♡』は第11話）から登場。白金稜が猫に変身した姿。持ち前の爪でボス系の野良猫を粉砕する。毛並みは灰色系で瞳は水色系のブルー。黄緑色（『にゅ〜♡』では山吹色）のスカーフを付けている。また、しっぽがかぎ状に曲がっている。
変身能力としていちごと違い自分の意思で変身ができるが、10分以上猫のままでいると元に戻れなくなるらしい。ある一件で子猫（イチゴ）を助けた際（原作ではいちごが猫になる様子を目撃したタルト、アニメ第1作ではすごむ犬、『にゅ〜♡』ではいちごと再会したフランソワ）に変身していられる時間が限界に達し、正体がバレてしまう。なお、これが切っ掛けでミュウミュウたちが白金と赤坂の口からミュウプロジェクト発足に関する真相を知らされることとなる。アニメではイチゴがファーストキスの相手で、さらに人間姿のいちごにキスをし彼女から2回連続で唇を奪った。本作のマスコットキャラクターの一匹。
赤坂 圭一郎（）
声 - 緑川光 / 白井悠介
子供だった白金の世話をしていた、白金の父に仕える助手(『にゅ〜♡』では、住み込みという設定になっている)。原作の回想シーンでは後ろ髪を肩の辺りで切り揃えていた（アニメ第1作では現在よりは短い程度、『にゅ〜♡』では、男性並みの長さで、白金より若干背の高い少年並みの身長）。白金と共に白金の父が遺したμプロジェクトを始動させる。
お菓子作りが得意なため、普段はカフェミュウミュウのパティシエをしている。アニメ第1作では裁縫もでき、カフェのクリスマス用コスチューム（サンタ帽やトナカイ服など）が彼の手作りである。女性に優しく、タラシっぽいところがあるジェントルマン。しかし、白金の身を第一に考えている優しい人物でもある。ミュウミュウを白金にとりなすことも多い。序盤でのいちごの問いには「喫茶店のマスターです」と答えている(『にゅ〜♡』では白金からUMA研究の第一人者と語られた)。
アニメ第1作では過去に彼女がいて、再会して別れを告げる話もある。
目黒 侑（）
第2部のヒーロー。ベリーの隣家に住む幼馴染み。7月14日生まれのA型。
お調子者で元気一杯な性格で、ローラーブレードで走り回る身軽な少年。ベリーに抱きつく癖がある。ベリーに会いに彼女の学校（女子校）に忍び込み、途中でセーラー服とロングのウイッグで変装してベリーを助けたり、カフェミュウミュウでウェイターをしたりなど、とにかくベリーを助けたい一心で行動している。小さい時からベリーといつも一緒におり、彼女に何かあった時はいつも励まし、笑わせていた。ベリーが一番守りたい相手。また、侑もベリーをずっと守りたいと思っている。その守りたい気持ちがゆえに、性的な情動を抑えきれない自分に戸惑った。
家庭環境は詳しく語られていないが、母子家庭であることが判明している。
ラストでは聖薔薇騎士団（セントローズクルセイダーズ）に操られ、ベリーを苦しめたが、最後は無事に結ばれる。
『り・たーん』では、これまで青山との接点がほぼなかったため、「ベリーのこと以外はどうでもいいからほどほどに聞き流せる」「他人相手だから話せることもある」と悩みの聞き役を買ってでた。
赤井 真潮（あかい ましお）
声 - 緒方恵美
PS版ゲームのみの登場。赤井りんごの兄で、普段は野生動物保護を目的とするレンジャーの活動をしている。妹のりんごを大切にしており、りんごがミュウミュウたちと共に戦うのをやめさせようとしたが、後にりんごの固い意志を尊重して承諾している。
なお、外見はいちごの恋人である青山雅也に瓜二つで、性格もよく似ている。
マシャ（R-2000）
声 - のだじゅん。（野田順子） / 石原夏織
白金が作ったロボット。いちごのペットのような存在。「マシャ」という愛称は青山の名前の「雅也」にちなんでいちごが名付けた。いちごのことが大好きで、いちごのイギリス留学にまで付いていったほどである。原作ではエイリアンを回収する役目を持っている他、終盤でミュウアクアと合体してミュウアクアロッドになる。原作序盤では「ピピピ」という音声しか発することができなかったが、中期になると片言で喋るようになった（アニメでは序盤から片言で喋っている）。
アニメ第1作第15話ではウツボカズラのキメラアニマとの戦闘中、ミュウミュウたちを助けようとして偶発的に敵に捕まってしまい、パイに拷問まがいの解析をされるも、ミュウミュウたちのデータを渡すまいと孤軍奮闘したり、34話ではフリーマーケットに来た女性客にぬいぐるみと間違われ、あわや買い取られそうになったこともあった（いちごが「売り物ではないですから!」と売却を拒否した）。
通常時、いちごと一緒にいる時は小さくなって携帯電話用のストラップに変身している。
『にゅ〜♡』では片言から流暢に人語を話せるようになっており、語尾に「あ〜る」を付けて喋る。原作同様にエイリアンを回収する役目や白金の説明の解説役などを担っている。
征海未亜の前作品『Tokyo黒猫娘』にも登場していたが、設定が異なる。安曇緋姫をパートナーに任命した宇宙犯罪捜査官で、赤と白の色彩が反転しており、地球の言葉を流暢に喋っている。
ウチャ（R-2003）
白金が作ったロボットで、マシャの後継型。ベリーの初変身時にマシャはいなかった（いちごの留学に付いていったため）ので、代わりに作られてベリーのお供に付かせた。苺にウサギの顔と耳と手足が付いたような姿をしており（サイズは手のひら大で、小さな羽根も生えている）、こちらは流暢に江戸っ子喋りをする。
ラブベリーロッドに姿を変えることができる。即ちベリーはウチャがいないと攻撃できない。

### エイリアン
かつて地球に高度な文明を築いていた古代地球人の末裔で、エルフ族のような長い耳を持つ種族。だが、天変地異により別の惑星への移住を余儀なくされる。さらに移住した惑星は劣悪な環境で、その惑星に到着した時点では他の惑星に移住する力も残っていなかった。そのため移住先の惑星に住み着くこととなり、環境に適応して進化し念動力を身に付けた。
地球を取り戻し、眠りについているディープブルーを復活させるために必要な超物質・ミュウアクアを手に入れることを当面の目的としているが、作戦遂行のためにはその地球の環境を破壊することも厭わない。パラサイトアニマを地球の動物に寄生させたり、人間のピュアな心を抜き取ってパラサイトアニマと合体させる（フュージョンと呼ばれる。アニメ第1作のみ）ことで生物兵器・キメラアニマを作り出し、作戦を展開する。基本的に、エイリアンの名前は「料理（洋菓子）」が基になっている。
ミュウミュウたちと衝突を繰り返すが完全な悪ではなく、仕事をサボっていることもある。また、かき氷を堪能するなど地球の文化に馴染んでいる場面も見られる（アニメ第1作22話）。終盤はかなり美味しい活躍も見せる。この手の悪役にしては珍しく、新幹部が登場しても殉職者が1人も出ず、最終回まで共闘した（アニメ第1作では3人とも一度死亡し、ミュウアクアの力により復活。『にゅ〜♡』ではキッシュのみディープブルーに殺されたが、ミュウミュウの力で蘇生した）。なお、ミュウアクアを作り出したのは古代地球人である。実質的にはミュウアクアを使って現在の母星の環境を良質化させるだけの目的で十分だったらしく、最終的にはミュウアクアを手に入れて自分たちの力で母星の環境を良質化させることを約束し、地球から手を引いた。
原作では、彼らがパラサイトアニマを残したまま帰還したため、第2部で新たな敵が出現するまではミュウミュウが不定期にキメラアニマの残党狩りをしており（敵の研究素材にもなっていた）、『り・たーん』ではユキヒョウのキメラアニマが電車と融合するという現象を起こしている。なお、『り・たーん』では「余ったミュウアクアを返却する」という名目で再来した。
『にゅ〜♡』第16話ではれたすがタイムスリップする形で地球に住んでいた時代のエイリアン達の様子が描かれている。その時点で天変地異により地球に居住できなくなることが予測されており、宇宙へと旅立つ者達と地球に残る者たちに分かれた。同話に登場したゲストキャラクターについては後述する。
『にゅ〜♡』最終回ではディープブルーがミュウアクアを利用した作戦によって地球と母星をつなぐ回廊を生み出し、総攻撃によって人類を滅亡しようとしたが、ミュウイチゴと青山によるリボーンアクアドロップスによって母星の環境が良質化したことにより、原作同様3人で母星へと帰っていった。
アニメ第1作に登場する3人のメイン以外の技は、原作後半以降から終盤の最終局面にての登場となったが、『にゅ〜♡』には登場しない。
アニメ第1作では異空間内の神殿やドーム状の施設の様な部屋、『にゅ〜♡』では宇宙船を本拠地としている。
キッシュ
声 - 阪口大助 / 岡本信彦
黒髪を耳の前で2本に結んでいるエイリアン。かなりのサディストであり、ヤンデレ。アニメ第一作では2本のサイ「釵龍刀（さいりゅうとう）」を武器とし、アニメ第1作では雷を自在に操る雷使い。サイをクロスさせることで、青白い光のブレスを放つだけでなく、クロスさせることで、光と電撃を含んだ超圧硬球の巨大な球を放つ。原作及び『にゅ〜♡』ではトンファーを武器とし、複数に分身することができる。『にゅ〜♡』では15話で大きな光と電気の球を放ち、トンファーを振るうことでかまいたちを放つことができる。いちごを溺愛しているが（それも歪んだ愛情を抱いている）、同時に自分の敵であり、自分の想いにも応えない彼女に激しい憎悪を抱いてもおり、その独占欲はかなり歪んだ形となって現れる（「イチゴはボクのオモチャ」と発言するあたり）。愛憎入り乱れる表裏一体の感情を持った存在。
何度もいちごを自分の方に引き入れようとするが失敗し、他のエイリアンがいちごを攻撃すると逆に助けるなど、かなり精神的に不安定な点が見られる。アニメ第一作ではいちごのファーストキスを奪ったのも彼である。最終的にミュウアクアの探索に失敗したことを理由にディープブルーに見放され、情緒不安定は悪化の一途を辿ることになる（いちごに対するセリフや、涙を流すシーンなどからして純情な面も持ち合わせている）。
アニメ第1作でのチームとしてはパイやタルトとは別行動をし、また作戦やその場で知り得た情報はパイとお互いに提供し合っている様子。また、最終局面にてミュウイチゴを救うためディープブルーに反旗を翻すが返り討ちにあい、剣に突き刺され死亡するが、青山によるミュウアクアの力で復活する。
『にゅ〜♡』の最終決戦でもミュウイチゴを守るためにディープブルーと戦闘するが敗北し、彼女の頬にキスをして死亡した。その後、青山のミュウアクアの力で復活した。いちごと青山の幸せを願い身を引くが、母星に帰還した後もいちごへの想いは残っている。
タルト
声 - 浅井清己 / 山下大輝
小柄で茶色っぽい髪を上頭部でツインテールにしているエイリアン。幹部中最年少で、生意気な性格。歩鈴から「タルタル」と呼ばれ、終盤は歩鈴と仲良くなる。アニメではキッシュの後任としてパイと同時に登場し、のちにキッシュの現場復帰後に3人のメインとなる。その後キッシュや母星の仲間たちの扱いに対し、キッシュと同じくディープブルーに不信感を持ち始める。アニメ第1作では植物を自在に操る植物使い。またアメリカンクラッカー風の武器「宝来球（ほうらいきゅう）」を使用し雷を操る。パイの「空雷扇」とタルトの「宝来球」を重ね合わせ敵に向けて放つことで爆発攻撃を起こすことも可能。『にゅ〜♡』では両手に爆弾を生み出す能力を持っている。チームとしては単独行動で気ままに実行し、作戦内容によってはパイ（メイン）、またはキッシュに付いている。
アニメ第1作の最終局面にて、ミュウプリンと親しくなったことで戦いを放棄し、パイに戦いを挑み、パイの一撃で死亡するが、青山によるミュウアクアの力で復活する。
『にゅ〜♡』では戦いの中でミュウプリンと心を通わせ攻撃をやめるも、体力の限界により2人揃って倒れる。終戦後、母星に帰る際に歩鈴にキャンディを贈った。母星への帰還後も時々歩鈴に会いに地球へ赴いている様子。
パイ
声 - 神奈延年 / 梅原裕一郎
グレイの短髪だが、左耳の前にかかる髪だけを伸ばし、1本に纏めているエイリアン。冷静沈着な性格でディープブルーに忠誠を誓っており、勝手な行動をとるキッシュとは度々衝突していた。秘密作戦が漏れるという理由でタルトとキッシュに蚊帳の外に置かれ、怒りを滲ませたこともある。
原作では主に水に自作の酵素を投げ込んで攻撃している。毒素を凝縮し醜悪に変身する人魚型キメラアニマなど、美と醜悪の双面を備えたセンスを持つ。アニメ第1作では巨大な一対の扇「空雷扇（くうらいせん）」を武器とし、雷と疾風や竜巻を操る。また別パターンとして光球状に圧縮した雷の球を敵に向けて放つ。さらに発動する技としては、強力な雷「空雷旋風神（くうらいせんぷうじん）」を落とすことも可能。『にゅ〜♡』では鉄製の棍棒を武器とし、棒術を用いて戦い、棍棒を振るうことでかまいたちを放つことができる。また、原作ではれたすとの間に関係が芽生えたようであったが、結局進展することなく終わる。チームとしてはデータ収集と解析を専門としている。
アニメ第1作では最終局面にて長きにわたりミュウミュウたちと戦っていたが、途中ディープブルーの要塞の攻撃に直面したことにより、最後の最後でミュウミュウたちを命がけで救い命を落とす。最後は青山によるミュウアクアの力で復活した。
キメラアニマの創造力は高く、15話・39話で創り出したキメラアニマはミュウミュウの力が全く通用せず、全員気を失って戦闘不能となり、完敗した。
『にゅ〜♡』の最終決戦ではミュウレタスと対戦し敗北したが、意識を取り戻し、ディープブルーの元へ向かう。人類の殲滅を放棄したディープブルーに失望し、彼を剣でさすことで強制的に力を解放させた。ミュウイチゴと青山により母星の環境が良質化された事に涙を流し、いちご達と和解。母星へ帰った後はれたすと文通をしている。
ガトー・デュ・ロワ
声 - 置鮎龍太郎
PS版ゲームのみの登場。キッシュたちと同じエイリアンでディープブルーの命令には忠実。貴族のような容姿と立ち居振る舞いで、何事にもエレガントさを求める。眼鏡を着用。緑色の長い髪を三つ編みしている。
キッシュとの相性はあまり良くなく、ゲーム中での作戦では別行動をとっていた。エイリアンの中でも戦闘力は高く、ゲーム中の舞台である島を汚染させようとミュウミュウたちを苦しめた。
ディープブルー
声 - 緒方恵美 / 内田雄馬
エイリアンたちの首領。その正体は「青山雅也」および「蒼の騎士」の主人格であり、青山たちを「自らの創った人形」と蔑む。現在の地球の環境を変えるために幹部たちを呼び寄せた地球自体の自浄作用のような存在で、パイいわく「地球の意志そのもの」とのこと。しかし、時には仲間すら見捨てたり、手にかけるほどの非情さを持つ。長剣型のロングソードを武器に強力な稲妻を操る。
アニメ第1作では長期間精神体として亜空間に眠っていて、時折エイリアンたちに指示を出していたが、キッシュの策でミュウアクアの力を吸収してから、完全覚醒のためにミュウアクアを求めるようになり、終盤で青山雅也の肉体を依代にして復活する。
最終決戦で完全に復活して正体をさらし、ミュウイチゴを精神的に戦意喪失にまで追い詰め、力においては他のミュウミュウたちをも圧倒した。
ミュウミュウたちを撃破する直前、ミュウイチゴの危機によって再覚醒した青山の意識にクーデターを起こされて人格の主客逆転が起こり、ミュウイチゴをそっちのけにして肉体の主導権を奪いあうが、最後は主導権を奪われた上、心中するような形で自身に取り込んでいたミュウアクアを暴走させられて息絶える（ただし、原作と第1作では若干展開が異なり、第1作では精神体となった青山がディープブルーの精神体を引きずり出して動きを封じたところを、地上にいる仲間の力を受け取ったミュウイチゴに攻撃させてミュウアクアの力を開放させた）。
容姿は薄水色の瞳に漆黒のロングヘア（蒼の騎士と違い、髪を束ねていない）で、服装は原作やアニメ第1作では足の部分が露出しない青一色のロングコートだったが、『にゅ〜♡』では前の部分が暗い緑色で紺青色のロングコートを着ている。アニメ第1作では基本的に色白だが、青山の意識が表出した時のみ顔立ちが変わり、青山の特徴である健康的な褐色の肌と焦げ茶の瞳になる。
『にゅ〜♡』では12話より声のみ登場し、21話で本格的に登場。キッシュの策略によりイチゴを守れなかったショックで自分の存在意義について激しく苦悩したことで青山と蒼の騎士の自我が崩壊し、覚醒を果たす。自身に刃向かったキッシュを殺した際にミュウイチゴの言葉で青山の意識を復活させられる（青山の意識が表出した際、肌の色は変わらないが瞳が青山と同じ茶色になる）。一度は肉体の主導権を取り戻したが、ミュウイチゴの説得と内側から青山に語りかけられた事で改心し、地球の侵攻を断念したが、それに失望したパイに剣で刺され、強制的に力を使われる。最期はいちごと青山の絆を見届け、「イチゴ、お前に会えて良かった」と言い残し、穏やかな表情で蒼の騎士と共に消滅した。

### 聖薔薇騎士団（セントローズクルセイダーズ）
第2部の敵。登場初期はエイリアンが残していったキメラアニマを改造した怪物にベリーを襲わせたり、メンバー自らがベリーを狙ったりなど「白いミュウミュウ」の抹殺を試みる。メンバーの名前はバラの品種名に由来する。
後期にはテレビのフィルムをサブリミナルフィルムにしたり、裏から手を回してグッズなどを作ったりして、ミュウミュウブームを起こし、それを崩壊させることでミュウミュウを倒そうとするが、操られた民衆がベリーにだけ集中的な敵意を向けていたことに関しては彼らにとっても予想外だった模様。その正体は、生まれつき超能力を持っていることを周囲に気味悪がられ、送り込まれた全寮制の学校で公爵（デューク）に見出された少年たちだった。だが最終的には人々の心の優しさに触れた公爵と共に改心した。その後の彼らの行方は不明。
ロイヤルハイネス
ベリーの前に現れた第1のメンバー。中世の貴族のような恰好をしている少年。秋月 友禅（あきづき ゆうぜん）先生としてベリーの学校を訪れ、ロールシャッハテストでクラスメイトと担任を操り、クラスメイトにベリーを襲わせる。同時に正体を現してベリーを襲ったが、侑やミュウミュウの加勢を受けて変身したベリーの攻撃を顔に受けて激昂する。歩鈴曰く、「白ぬりのおにーちゃん」。
ハッピーチャイルド
キレたロイヤルハイネスと対峙するミュウミュウの前に現れた、第2のメンバー。いわゆるカボチャパンツを履いた奇妙な服装をしており、他のメンバーよりやや幼い印象の少年。
一旦はロイヤルハイネスとともに引き揚げるも、その後、ベリーだけを狙って攻撃を仕掛ける。叫ぶととんでもない音が周囲に響き渡るようで、その力でウサギの聴覚を持つベリーを苦しめる。しかし、ミュウイチゴの攻撃を食らい、その後、獣化したいちごと合体して（猫化したいちごがベリーの兎耳をつかんでふさいだだけ）攻撃したベリーに「笑わせてもらった」と言って去る。パソコンも扱えるようで、インターネットを用いた情報操作を行っていた。幼少時は「歌麿（うたまろ）」と呼ばれていた。
ブルーバユー
「聖薔薇騎士団の肉体派」を名乗る少年。その名の通り、驚異的な身体能力を誇る。メンバーのスイートジュリエットと組んで、人がたくさんいるドーム球場を襲い、わざとミュウミュウに負ける。しかし、これはミュウミュウをメディアに引っ張り出すための芝居であった。
スイートジュリエット
ショートボブカットの少年。衣装と小道具でどんな人物にでもなることができる天才俳優。しかしその反面、やや鈍いところがあるらしい。
公爵（）
長い髪を頭の上部で縛っている謎の男。校舎を爆破させる計画を立てている幼少時の4人の前に突如現れ、協力を乞う。当時からその容姿は変わっていない。人の心を操って新たな世界を創造するのが夢。
終盤では侑を操るが、最終的には人々の心の優しさに触れ、4人と共に改心する。

### サブキャラクター
本条 みわ（）
声 - 金田朋子 / 鈴木愛奈
いちごやもえの親友にして同級生（通称三バカトリオ）。
アニメ第1作22話では夏休みの宿題をすでに終わらせており、いちごからの宿題の書写を承諾するも家族旅行で沖縄にいたためにすぐには無理であった。
アニメ第1作では赤坂圭一郎に一目惚れするが、最終的に赤坂のファンに止まる。
『にゅ〜♡』では、いちごが青山が恋をしていることを知ってからはもえと共に応援している。将来は小説家を目指しており、ネタ集めのためのメモ帳を持っている。
柳田 もえ（）
声 - 中川亜紀子 / 佐伯伊織
いちごやみわの親友にして同級生（通称三バカトリオ）。黄色の髪が特徴。
アニメ第1作22話では8月末に後回しにしていた宿題を目を充血させながらやっていたため、同じく宿題を後回しにしていたいちごからの宿題の書写の嘆願を断っていた。
アニメ第1作では白金稜に一目惚れするが、最後は白金のファンに止まる。
『にゅ〜♡』ではみわと共にいちごの恋を応援している。将来の夢はカウンセラー。
桃宮 慎太郎（）
声 - 小西克幸 / 日野聡
いちごの父。平凡な会社員。いちごが赤ん坊だった頃からの大変な親バカである（いちごが未熟児として生まれてきたため。ただし原作にはその設定はない）。性格は短気でヤキモチ焼き。口調が江戸っ子訛りである（読みきり「Tokyo黒猫娘」で主人公が江戸っ子なまりのミュウミュウに変身した名残）。
アニメ第1作では青山といちごが付き合うことを許さなかったが、2人の真っ直ぐな思いの深さに根負けし2人の仲を許した。
『にゅ〜♡』では、さくらが青山を家に連れてきた際、彼氏であると聞きつけて最初は反対するも、さくらに宥められて直ぐ様に仲を認めた。
桃宮 さくら（）
声 - 本田貴子 / 中島沙樹
いちごの母。専業主婦。容姿は髪を解いたいちごとよく似ている（アニメ第1作では後ろ髪がいちごより短め）。実は剣道の有段者。夫である慎太郎とはいつもラブラブで、その様はいちごの理想像でもある。
剣道部・主将 / 宮本（）
声 - 栗山浩一 / 田丸篤志
青山雅也の先輩にして親友。原作・アニメ第1作では特に名前が明かされなかったが、『にゅ〜♡』では苗字のみ判明している。
『にゅ〜♡』第9話では人気バンド「Tierra」のライブチケットを青山に譲り、いちごと行くように進言した。
藍沢 誓司（）
声 - 保志総一朗 / 石田彰
みんとの兄。原作には登場しない、アニメオリジナルキャラクター。
アニメ第1作では第9話のみに登場。冷徹な一面を持ち合わせるが、妹思いの優しい性格の持ち主でもある。
『にゅ〜♡』にも登場。大学生にして藍沢グループの子会社の社長になっている。アニメ第1作のような冷徹な面は無く、非常に穏やかで心優しく妹思いだが、両親と同じくみんとを子供扱いしている節がある。アニメ第1作とは異なり、複数の話数に登場している。
みんとの婆や
声 - 堀絢子
藍沢家に仕える使用人。みんと（アニメ版では誓司も）の母親的存在。
アニメ第1作ではみんとと誓司の冷え切った兄弟仲をいつも気にかけている。
『にゅ〜♡』には未登場。
意地悪な女生徒
声 - 本田貴子、浅井清己、神田朱未 / 高森奈津美（三葉）、結木梢（仁奈）、れいみ（市子）
奥村大付属中学校の中学2年生。れたすをパシリにしていたグループ。れたすがいちごたちの仲間になってからは軽くあしらわれる。
『にゅ〜♡』ではれたすへのいじめの描写が原作とアニメ第1作より控えめになっている。また、エンドクレジットで個人名が判明している。
ヘイチャ
声 - 金田朋子 / 伊藤彩沙
歩鈴の弟妹の末っ子。明るい黄色の髪を2本の三つ編みにしているのが特徴。アニメ第1作では保育園児。焼き魚はケチャップをかけないと食べられない。
『にゅ〜♡』では茶髪となっており、容姿が他の弟妹とそっくりになっている。
ハナチャ
声 - 谷井あすか / 田中美海
歩鈴の弟妹の1人。他の弟妹と容姿はそっくりであり、アニメ第1作では黒髪の一部を三つ編みにしているのに対し、『にゅ〜♡』では三つ編みの無い茶髪ショートカット。
原作とアニメ第1作では特に目立たなかったが、『にゅ〜♡』ではマイペースで他の弟妹より動作が遅いが丁寧な対応をする性格となっている。豪華客船で行われたカフェミュウミュウの新作スイーツお披露目パーティーに他の弟妹と共に同行するも、タルトが出現させた魚型エイリアンに人質に取られてしまうが、ミュウレタスにより救出された。
チンチャ / ルーチャ / ホンチャ
声 - 中川亜紀子、小松里賀、浅井清己 / 三村ゆうな、引坂理絵、塙真奈美
歩鈴の弟妹。上述のヘイチャ以外は顔も髪型（黒髪を1本の三つ編みにしている。アニメ第1作では三つ編みの位置が少しずつ違う）もそっくりなのでほとんど区別が付かない。
『にゅ〜♡』ではヘイチャ・ハナチャと共に豪華客船のエピソードで登場。上記の2人と同様に髪の色が茶髪に変更された他、三つ編みの有無・位置・本数もそれぞれ異なっている（チンチャは頭頂部で1本結び、ルーチャは側頭部に計2本、ホンチャは後頭部下方に1本結び）が、顔立ちは全員そっくりである。
歩鈴の母
声 - 小松里賀 / 望月久代
原作には登場せず、アニメのみに登場する。アニメ第1作では第20話、『にゅ〜♡』では第15話に登場。両作品共通で物語開始の時点ですでに故人となっており、回想のみの登場。
『にゅ〜♡』では生前は夫と共に世界的なサーカス団「シルク・デュ・ラ・リュンヌ」の団員であった。
フランソワ
声 - 緑川光 / 白井悠介
マザコンの野良デブ猫。イチゴに一目惚れするが、あえなく嫌われる。その後もしつこく迫るが最後にはアルト（白金稜）に成敗された。毛並みは黄色と黒のトラ猫。本作のマスコットキャラクターの一匹。
原作・アニメ第1作ではイチゴの正体を知ることはなかったが、『にゅ〜♡』ではイチゴと再会した際、助けに来たアルトのキスで彼女が人間の姿に戻る所を目撃する。アルトに反撃するも、人間のいちごに成敗されて逃げ去った。
白金博士（）
声 - 辻谷耕史 / 遠近孝一
稜の父親でUMA研究者（アニメ第1作では考古学者）。物語開始の時点ですでに故人。稜の過去に関する話の中で登場。
5年前、アメリカで研究をしていたが、空から飛んできた謎の火炎弾に研究所兼自宅を焼かれ、逃げる間もなく焼死した（アニメ第1作ででは、炎を操るキメラアニマに妻共々自宅ごと焼かれて焼死）。
『にゅ〜♡』では、生前からエイリアンの存在を知っており、今作での「μプロジェクト」は人間の力を必要とするものを前提としていた設定であった。最期は原作とほぼ似通っているが、自宅の火災の原因は炎を吹くキメラアニマによるものとなっている。
白金の母
声 - 高橋理恵子 / 川澄綾子
博士の妻で稜の母親。物語開始の時点ですでに故人。稜の金髪碧眼は母譲り。
アメリカの郊外にある自宅の庭で圭一郎や稜と休憩していたところ、空から飛んできた謎の火炎弾が研究所兼自宅に着弾し、研究所が燃えているのを見て、着弾時に軽い怪我を負った稜を圭一郎に託し、燃え盛る自宅へ戻っていった（アニメ第1作では、炎を操るキメラアニマに自宅を襲われ、夫と共に焼死）。
『にゅ〜♡』では、火災により自宅が崩れたことにより意識を失った白金を圭一郎に託し、夫と運命を共にした。

#### アニメ第1作のみのキャラクター
これらのキャラクターは特に注釈がない限り、1話限りでの出演である。キャラクター名の横に登場話数を併記する。
マリ・マクガイア（第6話）
声 - 衛藤利恵
白金の知り合い。アメリカ出身のピアニストで日本語は話せない。
ピュアな心の魂であるスピリッツを奪われキメラアニマにされてしまった最初の犠牲者。ヒョウのキメラアニマになった後は持ち前の素早さと曲と楽譜による竜巻が武器。予想以上のパワーでミュウミュウたちを追い詰めるが、ピュアな魂の音色の音が弱点だったことで身動きを封じられ、ミュウイチゴの技により浄化された。
青山田 マサゾウ（あおやまだ マサゾウ）（第8話）
声 - 岡野浩介
青山と瓜二つの少年。自然や動物をこよなく愛し、地元のリゾート計画に反対し、妨害することで工事を阻止しようとした。
キッシュによってスピリッツを奪われカッパのキメラアニマにされてしまう。
仁科 麗（）（第14話）
声 - 川村万梨阿
蝶の研究員。赤坂の元彼女。数年ぶりに赤坂と再会し別れを告げた。
江戸紫 典弘（）（第16話）
声 - 伊藤健太郎
さつきの恋人。れたすの初恋の相手。
図書館でれたすと出会い、その後れたすから色々と勇気付けられたことでさつきに結婚指輪を渡した。
只野 さつき（）（第16話）
声 - 半場友恵
典弘の恋人。図書館の受付職員。最後は典弘と結ばれる。
いるか（第19話）
声 - 折笠富美子
元々泳げる少女だったが、波にさらわれて以来水恐怖症となった（のちに克服する）。また、泳げないれたすに親近感を抱き、れたすに懐く。
保母さん（第20話）
声 - 雪乃五月
ヘイチャが通う保育園の先生。歩鈴の良き理解者。容姿が歩鈴の母に似ている。
山田 月子（）（第24話）
声 - 小島幸子
ポップジュエリの社員。宝石の磨き担当員。
失敗ばかりして誰からも相手にされないでいたことで自信を無くし、自分から諦めていたが、ざくろのキツイ一言で自分自身を取り戻し、諦めないで自分から輝くことを思いつく。
月子の上司（第24話）
声 - 佐藤晴男
失敗ばかりしている月子をガミガミと叱り付ける鬼上司。
アサノくん（第29話）
声 - 小野坂昌也
メインエピソードの主人公。野良の三毛猫。ジャクリーヌの恋人。アサノという名前は、生まれた家の表札から取った。
行き先不明のジャクリーヌに会うために当て所もなく電車を乗り継ぎ、旅をしていた。その際いちごと偶然出会っており、後日、唯一言葉の通じるいちごを訪ねてくる。
ジャクリーヌを尋ね歩くうち、「キャットフェアでジャクリーヌの結婚相手を選ぶ」というポスターを見つけ、歩鈴にライラックポイントに偽装してもらい、いちごたちと潜入する。そこに現れたキメラアニマから命がけでジャクリーヌを救ったことでジャクリーヌの飼い主である伊集院（旦那）さんから認められ、伊集院家で2匹仲良く引取られた。人間の言葉をある程度は理解できる様子。いわしが好物。
ジャクリーヌ（第29話）
声 - 川澄綾子
伊集院家で飼われている、ライラックポイントという種類の白のシャム猫。アサノの恋人。
マンションへ引っ越す以前、魚屋から盗ったいわしをくわえて庭に迷い込んだアサノと出会い恋に落ちた。家から出たことがなく、それまでいわしを食べたことがなかったが、デート中に食べたことで好物になる。
元飼い主である伊集院夫人からの遺言を胸に、飼い主である伊集院（旦那）さんに付き添うことを使命としている。引っ越して以来会っていなかったアサノと、紆余曲折の末に結ばれる。アサノと同じく人間の言葉をある程度は理解できる様子。
ミッシェル（第29話）
声 - 小西克幸
白のシャム猫（こちらもライラックポイント）。ジャクリーヌのお見合い相手の一人だったが、即刻振られた。挙句、偶然にもキメラアニマになってしまうが、ミュウイチゴの技により浄化された。
伊集院（旦那）さん（いじゅういん - ）（第29話）
声 - 岩田安生
ジャクリーヌの飼い主。一軒家に住んでいた当初は「汚い野良猫」とアサノを追っ払っていたが、ジャクリーヌの結婚相手を探すキャットフェアにおいて、命がけでキメラアニマからジャクリーヌを救ったアサノを認め、自宅に引取った。
伊集院夫人（いじゅういん - ）（第29話）
声 - 滝沢久美子
ジャクリーヌの元飼い主。物語開始の時点ですでに故人。回想のみの登場。
万里子（）（第30話）
声 - 岡村明美
いちごの中学の上級生。幼馴染の俊介に恋心を持ち、俊介に別の好きな人がいると思い込んでいたが、最後の最後で俊介から告白され、晴れて恋人同士となった。なお、水晶占いが趣味で適当に占いをやっていたが、キッシュに水晶を破壊されたことにより占いを辞めたらしい。
俊介（）（第30話）
声 - 石田彰
いちごの中学の上級生。サッカー部所属。幼馴染の万里子に自身の思いを告白し、恋人同士となる。
西園寺 カンナ（）（第32話）
声 - 半場友恵
西園寺財閥の令嬢。性格は超の付く高飛車で、何かと会話するごとに高笑いをしている（ざくろには「癖」と評されており、いちごからも「友達いなさそう」と酷評された）。自身が所有するヘリコプターには痛ペイントが入っている。幼い頃から欲しい物は頼めばいつだって手に入ると信じ込んでいた。一方で、キッシュに対して逃げることなく会話で歯向かうなど、心の強い一面も持ち合わせている。
同じ令嬢であるみんととは7年前のお茶会ですれ違い、それを「運命の出会い」と思っていた。それ以来、みんとをライバル視しており、毎年お茶会の席で会うたびに「どちらが本当のお嬢様であるか白黒決着をつける」ために絡んでくるが、みんとからは相手にされていない（その光景を見たれたすには「本当は友達になりたい」と心情を読まれていた）。だが、みんとの方からは多少意識されており、ざくろにそのことを指摘され、「昔の自分を見ているみたいで関わりたくない」とざくろに吐露していた。その直後、自身の身勝手さとしつこさに呆れ、堪忍袋の緒が切れたみんとを怒らせてしまう。それを前後してキメラアニマの暴動に巻き込まれるも、無事に終わる。その事後は、性懲りもなく活躍したいちごたちを「金は出すから自分のものになれ」と持ち掛けるも、みんとからは「なんでもお金では手に入らない」、「自分自身から心を開かないと本当に欲しい物は手に入らない」ことを気づかされる。その後、いちごたちの仲介によりみんとと和解し、「本当の友達」というものを体感し、素直になれず不器用ながらも喜び、その場を去っていった。
龍 月餅（）（第33話）
声 - 森川智之
歩鈴の許婚者。素手でキメラアニマを倒すほどの実力者。歩鈴の父フォン・ターレンの弟子。
黄家伝来の高円寺拳法の使い手で、「トルネード爆裂拳（トルネードばくれつけん）」や「空蝉の術（うつせみのじゅつ）」などの技を使う。また一流シェフからパティシエまでこなせる腕前を持つ。
碧川 英三郎（）（第34話）
声 - 飛田展男
れたすの父。大学の講師。
碧川 よもぎ（）（第34話）
声 - 根谷美智子
れたすの母。
碧川 うり（）（第34話）
声 - 不明
れたすの弟。
上村綾乃（）（第34話）
声 - 川上とも子
18才の人形作家。れたすの憧れの人。
スランプになり人形を作れなかったことでれたすと関わり、人形発表会にて、れたすの作った人形を自身の新作の作品と称した（れたすは初めから気づき彼女を信じた）。その後れたすの優しさに触れ、自身の過ちを悔い謝罪。そのことで多くの人に喜んでもらうことをれたすから教わった。
保母の先生（第35話）
声 - 乾政子
「はしかわキッズルーム」（保育園）の先生。
ももか（第35話）
声 - 間宮くるみ
「はしかわキッズルーム」の園児。ざくろに憧れる少女。容姿はざくろ似で紺色の髪。
いちごから誕生日ケーキをプレゼントされるがカロリーを理由に跳ね除け、いちごに「アカンベー」する（ケーキは他の園児たちが食べた）。仕事関係で両親が帰ってこない寂しさの裏返しから突っ張ってしまい（ざくろの前では素直）、園児たちからも孤立するが、ざくろからハンカチと夕食のディナーをプレゼントされる。
彼女が父親から貰ったペンダントに使われた石がミュウアクアではないかと睨んだキッシュたちに狙われるも、ミュウザクロに助けられる（石自体はミュウアクアではなかった）。その後はざくろから元気付けられた。
ももかの父（第35話）
声 - 伊藤栄次
イギリスの友人がアフリカ旅行をした際、現地で見つけた珍しい石が綺麗だったため加工し、ももかの誕生日プレゼントにその石を使ったペンダントを渡した。仕事が忙しく、夜遅くまで仕事をしている。
ももかの母（第35話）
声 - 竹村叔子
ももかの父と同様に仕事が忙しく、夜遅くまで仕事をしている。
ウェイター（第35話）
声 - 栗山浩一
ももかの知り合い。ももかを気遣う優しい青年。
すごむ犬（第36話）
声 - 小西克幸
ハスキー犬。イチゴが元の姿に戻るために妻にキスをしようとしたことで激怒し、イチゴに詰め寄り襲い掛かるが、かけつけたアルトに撃退される。
スズメ（第36話）
声 - 無名のため不明
メスの小鳥。イチゴが元の姿に戻るために強引にキスをさせられた犠牲者。
ざくろの母（第42話）
声 - 林佳代子
手紙による声のみの登場。
ざくろに手紙を送り、ざくろが家に帰ってくる日を待ち望んでいる。

#### アニメ第2作のみのキャラクター
マドレーヌ（第16話）
声 - 日笠陽子
古代の地球に生きていたエイリアンの女性。タイムスリップしたれたすを介抱した。幼馴染のシフォンに恋心を持っていたものの、彼の宇宙へ避難する主張を固辞し、断固として地球に残る意思を示す。本来は彼に想いを告げることが出来ず、二度と会うこともできないまま死去しており、その後悔は現代まで海の底に残っていたが、れたすの助力でシフォンに告白する事が出来た。それに伴い、現代に戻ったれたすに「あなたも伝いたい想いはちゃんと伝えてね。人生は永遠ではないのだから」と背中を押す形で消滅・成仏した。
シフォン（第16話）
声 - 中村悠一
古代の地球に生きていたエイリアンの男性。容姿や声は白金に似ている。地球の天変地異に伴い宇宙への避難を決めており、マドレーヌにもそれを強く勧めるも拒否された。出発の日にれたすの助力で告白したマドレーヌに対し、自身も彼女への愛を伝えた。
皆川理香（第17話）
声 - 上坂すみれ
ざくろと同級生で映像作家。セルフプロデュースでざくろの新曲のMVを作った。

## ミュウミュウの設定
アニメ版では、「ミュウミュウ○○○、メタモルフォーゼ!」の掛け声の後、手のひらにすっぽり収まるサイズの、金色のアイテム（ミュウイチゴのアザと同じ模様が刻まれている。タカラトミーからの発売商品名は「ドキドキハート」である）にキスを落とすことで、それぞれ単独で変身することができる。このアイテムは変身完了時にチョーカーに下がっている。音声による通信機能もあり、司令塔である赤坂らからの通信の他、ミュウミュウ同士での通信も可能な模様。『にゅ〜♡』ではこのアイテムは登場しておらず、覚醒時に発現した痣が輝いた後に、変身が始まる。
『2020 り・たーん♡』と『にゅ〜♡』ではコスチュームや髪型が一部変更されており、共通点として首元のチョーカーを付け襟に変更しブローチの付いたリボンタイを追加、スカートや二の腕のカバーなどにギザギザした形状の装飾を追加、左脚のガーターのデザインの変更などがある。

### ミュウイチゴ
桃宮いちごが変身する。イリオモテヤマネコのDNAが入っている。アザの位置は右太ももの内側の、股の付け根。変身すると語尾にやたらと「〜にゃん」が付く。イメージカラーは桃色。特徴は黒い猫耳と尻尾、尻尾に巻かれた鈴付きの赤いリボン。また、一人だけ右脚にガーターがついている。
髪形は原作ではツインテールのままの時もあったが、アニメではウェーブのかかったセミロングヘアに統一されている。また髪の色も、原作では変身前・変身後共にピンクだったが、アニメでは変身前が赤茶なのに対し、変身後はピンクに変わっている。瞳の色も変身前が灰色に近いダークブラウン（または黒）からマゼンタ系の濃いピンクに変化する。『2020 り・たーん♡』と『にゅ〜♡』では髪が赤いセミロングとなっており、瞳の色は変身前の赤茶色に比べてやや鮮やかな赤色になる。
決め台詞は「地球の未来に、ご奉仕するにゃん!」。
第1作第31話では、父・慎太郎のバイクを追いかける際に変身したが、場所が分からないために追いつけなかった。
PSゲームでのみ、二段変身があった。二段変身後はスカート部分が変化し、髪形がツインテールになっている。また、編み上げのロングブーツになり、手袋が少々長いものになる。仲間の中では最も強くなる。
必殺技
リボーン ストロベリー チェック
ストロベルベルから放つ浄化技。目映い光を発し、そこから無数の虹色の光弾を敵に放つ。
『にゅ〜♡』ではストロベルベルを頭上に投げて、エネルギーを溜めキャッチした後、ピンクのハート型エネルギー弾を放ち対象を浄化する技。
リボーン ストロベリーチェック ヒーリング
アニメでは第11話以降から登場。仲間の武器から噴射されるエネルギー体をストロベルベルと合体させることで発動する、より強力な浄化技。原作では武器そのものを合体させて発動する。なおアニメ版では、5人の合体攻撃で放つ七色の光線には電撃攻撃と共に身動きを封じる効果がある。アニメ放送時での「リボーン ストロベリーチェック ヒーリング」は、ミュウイチゴの掛け声なしの、いわば自動発動により無名の合体攻撃として初登場し（続けて「リボーン ストロベリー チェック」を放ち、ガララを倒す）、二回目以降は4人の武器から噴射されるエネルギー体をストロベルベルが吸収することによる合体（自動発動なし）でミュウイチゴの掛け声と共に「リボーン ストロベリー サプライズ」の技が使用された。その後も「リボーン ストロベリー サプライズ」が合体攻撃と単独攻撃との共通の技としてのメインとして使用された。
リボーン ストロベリー サプライズ
アニメ版では第15話以降に登場する技。技の威力を上げるパーツとして、ミュウベリーロッドが登場し、これをストロベルベルに装着して発動する。目映い光から発せられる無数の虹色の光弾と光線を放つ浄化技。アニメでの合体攻撃としても使用された。
リボーン アクア ドロップス
アニメ版第26話以降に登場する技。
ミュウアクアロッドを用い、無数に噴出した青白く光るシャボン玉系の光弾で、あらゆる汚染物質や猛毒、または巨大竜巻などを一瞬にして浄化してしまう（原作、にゅ〜♡では、回収した純度100%のミュウアクアを収めた容器をマシャに与えることでマシャがロッドに変形する。また、いちごを除いたミュウミュウが1人につき1度ミュウアクアを感知し、回収したそれを使って発動させている。にゅ〜♡では最終決戦にていちごも青山と共に放つ形で使用した）。
その他の技
ストロベルベルの別の用途として、体の正面にかざすことでバリアに包まれる。また、発光する物体に変化させ、敵に向かって投げつける物理的攻撃技も登場（攻撃力が低いため、主に敵の注意を逸らす目的で使用。第30話以降）。
なお、ストロベルベルを正面に向けてミュウミュウたちの技を吸収することでエネルギー補給＋威力を上げることもできる（合体攻撃の応用。第44話以降）。原作ではこれらの技はない。

### ミュウミント
藍沢みんとが変身する。ノドジロルリインコのDNAが入っている。アザの位置は背中（肩胛骨の間）。イメージカラーは水色。特徴は背中に生えた紺色の翼とお尻の尾羽。
変身によって、髪の色は変身前のブルーグレーから、インディゴブルーに変化する。髪形は通常変化しないが、アニメにてウェーブのかかったショートヘアからシニヨン付きツインテールに変化したことが一度だけある。コスチュームのメインカラーは原作ではやや濃い空色だが、アニメでは緑がかった明るいアクアブルー。『2020 り・たーん♡』と『にゅ〜♡』では明るい水色を基調としており、後者では髪が原作やアニメのセミロングからロングヘアに伸びており、側頭部の一部の髪のみをシニヨンに結っている。変身前の瞳の色は原作では暗い青、アニメ第1作では茶色、『にゅ〜♡』ではグレーであるが、いずれも変身すると髪の色とほぼ同じインディゴブルーに変わる。
もともとジャンプ力は随一で、地上戦がメインだったことで今まで使用する機会がなかったが、アニメ第1作第38話以降では背中の羽の力で空中を自在に飛べる。
原作・アニメ第1作ではミュウイチゴに続いて2番目に登場したのに対し、『にゅ〜♡』では本編開始前に覚醒している。
必殺技
リボーン ミントエコー
ミントーンアローから放つ浄化技。先端部分から浄化の光が矢になって飛ぶ。アニメ版では、大気のエネルギーを凝縮した光の矢を放つ。さらに放った矢が相手に衝撃を与えると強風を巻き起こすが、この有効範囲内にいる味方も吹き飛ばされる（アニメ序盤でいちごが吹き飛ばされた）。
『にゅ〜♡』では風の力を集めて矢を作り出し、それを放つことで対象を浄化する技。矢が当たると羽と共に強風を巻き起こす。

### ミュウレタス
碧川れたすが変身する。イルカの仲間であるスナメリのDNAが入っている。アザの位置は胸元の上（鎖骨の下辺り）。イメージカラーは緑。特徴は頭から伸び、身体を取り巻くようについている白いリボンのようなもの（アニメ第1作では変身完了時以外、短く省略されている）。
変身によって、髪形はセミロングの一部を伸ばした2本の三つ編みおさげから、ひとつ結び（長い部分をチューブ状の髪飾りで止める）へ変化、色は変身前の緑から、明るい黄緑に変化する。瞳の色は緑（アニメでは青）から髪よりやや濃い黄緑に変化する。『にゅ〜♡』では髪型が変更され、リボンで一つに纏めた長い部分が2本に分かれている。
原作とアニメではボトムスがレオタード型だったが、『にゅ〜♡』ではタイトスカートに変更され、緑色のリストバンドが加わっている。また、頭についていたパーツと同じようなパーツが腰から伸びている。
水中では人魚のように下半身がスナメリに変形する。このため水中戦を含め、行動範囲が広がる。原作と『にゅ〜♡』では自分の意思で人魚化できるが、アニメ第1作では人間形態のまま水中戦が可能であり、ミュウアクアに反応した時に人魚化する。
必殺技
リボーン レタスラッシュ
レタスタネットから真空刃のような水流を放つ技。原作ではこれを受けると物理的なダメージを負う。なお、アニメ版ではいくつかのパターンがあり、敵との間に距離がある場合、放った直後は水圧を封じ込めた水球となる。基本的には水の力を分散した無数の光のブーメランで、敵が操る複数のツタや枝などを切断するなどの用途で用いられる。また水中戦や空中戦では強力な水の渦巻きを放つなど、戦い方によってパターンを使い分けている。他のミュウミュウと違い、拘束されても手さえ動けば発動させることが可能で、アニメ34話ではピンチを救った。
『にゅ〜♡』では2つのレタスタネットそれぞれに水を凝縮してそのまま打ち出して対象を浄化する技。広範囲に攻撃することが可能。

### ミュウプリン
黄歩鈴が変身する。サルの仲間であるゴールデンライオンタマリンのDNAが入っている（本人は“ゴールデンライオンタマリンのDHA”と勘違いしていた）。アザの位置は額。イメージカラーは黄色。特徴は茶色の耳と先端がくるりと巻いた尻尾。
変身によって髪形は変化しないが、髪の色は変身前のゴールデンブラウンからレモンイエローに変化する。瞳の色は変身前と同じライトブラウンのままである。
『2020 り・たーん♡』と『にゅ〜♡』では髪のボリュームがさらに増え、側頭部の髪を短く結び、三つ編みも長くなっている。また、ボディスーツタイプのコスチュームだったがミニ丈ワンピースに変更され、フィンガーレスグローブがリストバンドに変わり、足元も薄黄色のルーズソックスとオレンジ色のパンプスからオレンジ色のハイソックスと黄色のパンプスに変更されている。
必殺技
リボーン プリングリング インフェルノ（原作、『にゅ〜♡』では「リボーン」の部分がない）
プリングリングから放つ捕縛技。2つの輪のそれぞれから光の輪を敵に向けて放ち、それを対象の上空と足元に滞空させて光線で接続すると、完成した円錐台形の中に閉じ込めて動きを封じることができる。アニメ版では光の輪を大地に叩きつけ、その光が大地を抉りながら進み、相手の頭上から眩い光と共に衝撃を与えると同時に、原作と同様に円錐台形の中に包み込む（この時身動きも封じられる）。また、この円錐台形がプリンを模したもの（アニメではこれもプリングリングと称される）であるため、その弾力性を生かし衝撃を吸収し（敵の技の吸収も可能）和らげるなど、いちごたちの防御としても使用された。
アニメ版ではミュウミントの「リボーン ミントエコー」との合体技により巨大プリングリングが完成し、細かいキメラアニマを纏めて一気に包み込むことが可能（第41話以降）。なお、ミュウアクアが悪用された自爆材の原料としてプリングリングが使用されたことがある。
『にゅ〜♡』では2つのプリングリングそれぞれを指で回しながら黄色の光のリングに変え、小さい方を上、大きい方を下にして対象に向かって投げ、リングがエネルギー体を作り出しその中に対象を閉じこめる捕縛技。

### ミュウザクロ
藤原ざくろが変身する。ハイイロオオカミのDNAが入っている。アザの位置はへその周り。イメージカラーは紫。特徴は薄茶色のイヌ耳と尻尾。
変身によって髪形は変化しないが、髪の色は変身前のパープルからライトパープルに変化する。瞳は変身前も変身後も青みがかかったパープル。加入時の戦闘能力は抜群であったが、強敵の登場などで、他の仲間との実力差はなくなっていった。衣装はミュウミュウで唯一、チューブトップにショートパンツのへそ出しルックとなっており、サイハイブーツを履いている。
『2020 り・たーん♡』と『にゅ〜♡』では髪型がポニーテールとなっており、ピンク色のリボンで縛っている。また、へその周りのアザが描かれていない。
必殺技
リボーン ザクロスピュア
ザクロスホイップを変形させて放つ、鞭状に変化した先端を敵に叩きつけたりする打撃技。敵に先端を巻きつけて動きを封じることも可能。アニメ版では光の鞭をマグマに叩きつけ、マグマを抉りながら光の鞭とマグマの灼熱との一体の力で広範囲攻撃が可能。一薙ぎで複数のキメラアニマを浄化できる。また光の鞭には亜空間を切り裂く力も備わっている。飛行する相手にはかわされてしまい、通じないことが多い。
『にゅ〜♡』ではザクロスホイップから放つ鞭状の光を雷に変化させ、鞭状に振るうことで敵に雷を浴びせる攻撃技。

### ミュウリンゴ
PS版ゲームにのみ登場する。赤井りんごが変身する。母親の形見であるペンダントの力を借りて、先述のフンボルトペンギンのユキちゃんと合体してミュウミュウになるため、いちごたちと違いアザは持たない。イメージカラーは赤。特徴は前髪についている大きな赤いリボンと、後ろ腰の部分が燕尾服状になったコスチューム。前述の通り原作の本編には登場しないが、『り・たーん』のモノクロページにリニューアル仕様のコスチュームがミニキャラで描かれている。
防御力が高く、回復もできるため、打たれ弱いミュウミントやミュウザクロと一緒に戦わせると心強い。ただし素早さが低く、行動順が回る前に他メンバーが倒されることもあるため、ダメージを予測した行動が必要。
必殺技
リボーン アップルポップ
アップルティックから放つ回復技。戦闘メンバーの体力を一定値回復させる。ただし、アップルティック自体は打撃攻撃も行えるようで、ゲームでは敵を殴って攻撃する技がある。

### ミュウベリー
白雪ベリーが変身する。アマミノクロウサギとアンデスヤマネコのDNAが入っている。アザの位置は不明。変身すると語尾にやたらと「〜みゃ」が付く。イメージカラーは白。特徴は前方に倒れている白いウサギ耳とネコの尻尾、尻尾に巻かれた、ミュウイチゴより細い鈴つきの赤いリボン。
『2020 り・たーん♡』では髪型がツーサイドアップになっており、赤色のリボンで縛っている。手袋は白から赤、足元も白いロングブーツから赤いソックスにショートブーツに変更されている。尻尾に特に何も巻かれていない。ギザギザの装飾はミュウイチゴと同じく赤色となっている。
必殺技
リボーン ラブベリー チェック
ラブベリーロッドから放つ浄化技。イチゴの技と同程度の威力を持つらしい。

### 合体技
リボーン ダブルベリー チェック
イチゴとベリーの合体技。
ミュウパワー エクステンション
合体防御技（シールドバリア）としてアニメ第1作第12話以降から登場する。第12話では汚染された樹木5本を同時に浄化する必要があるため、汚染物質散布を抑制する目的で使用された。第38話では強力な自爆剤の爆発を止めるために使用された技で、ミュウミュウたち5人の全エネルギーを使い、五本の光の柱によるシールドで囲み、爆発を自身で受け止めることで大爆発での災害を防いだ（この時、爆発である程度ダメージを受ける）。第40話ではドームの地下空洞にてドームの陥没を防ぐため、約10ｔ以上の建物を外側から4人の「ミュウパワー エクステンション」での四本の光の柱によるシールドのパワーで支えた。また最終決戦で身を守るためのシールドバリアや瞬間移動のワープとしても使用された。
原作でも、エネルギー開放型の攻撃兼防御技として終盤に1度だけ登場。
リボーン ストロベリーチェック サプライズ
原作では4人の武器をストロベルベルに合体させることで放ち対象を倒す技。ミュウザクロ加入時に初めて発動した。
『にゅ〜♡』では4人の武器をストロベルベルに合体させることでロッドに変え、金色のハートを描きながら「リボーン・ストロベリーチェック・サプライズ！」でピンク、水色、黄緑、黄色、紫のハートを放ち対象を浄化する技。原作より初披露のタイミングは遅れ、エイリアン達との決戦で発動した。

### 関連アイテム
一部を除き各自専用アイテムを持つが、それらは原作序盤とアニメ版で若干デザインが異なる（中盤以降と「あ・ら・もーど」はアニメ版に準拠）。また、共通してアイテムのどこかに、金色のリボンを象った枠の中心にピンクのハートがついた飾りがあり、ハートの部分にミュウイチゴのものと同じ紋章が刻まれている。
ストロベルベル
ミュウイチゴのアイテム。イチゴの実を模したピンクのハート型のリングの中心に、金色のベルが付いたデザイン。また、ベルの止め具の上にメンバー共通の飾りがあるが、他のメンバーとは異なり、イチゴの萼を模した王冠のようなパーツが追加されている。
後述するミュウベリーロッドと合体させると翼のような飾りの付いたミュウストロベルベルとなり、「リボーン ストロベリー サプライズ」を発動可能。
ミュウベリーロッド
アニメ中盤から登場した、ミュウイチゴ用の追加アイテム。2色の翼のような飾りが特徴の、短いロッド。共通の飾りはない。
ストロベルベルと合体させると、通常は畳まれている翼が開き、ストロベルベルの王冠部分がティアラに変化する。原作でも1度のみ登場した。
ミントーンアロー
ミュウミントのアイテム。水色の竪琴のような形をしているが、技の発動時は弓矢となって光の矢を放つ。弓の中心にメンバー共通の飾りがあり、その両端に、翼を象った紺色の飾りが付いている。
レタスタネット
ミュウレタスのアイテム。大小の2つ一組で緑色のカスタネットの形をしており、どちらにもピンクのリボンが付いている。両方にメンバー共通の飾りがあるが、小さな方に刻まれた紋章はスナメリを象ったれたすのもの。
プリングリング
ミュウプリンのアイテム。モンキータンバリンを模した、黄色の大きなリングと、鈴のついたオレンジ色の小さなリングの形をしている。共通の飾りは黄色い方に付いている。
ザクロスホイップ
ミュウザクロのアイテム。メンバー共通の飾りの両端に指穴を模した飾りが付いた、藤色のフルートの形をしているが、技の発動時は飾りの部分を回転させて、十字架状にする。回転させたときに見える持ち手の部分に、ざくろの紋章が紫色で記されている。
アップルティック
ミュウリンゴのアイテム。2本一組で、リンゴを象った先端の大きな飾りが特徴の、マラカスのような形状の短めのスティック。リンゴの下に共通の金色の飾りが付いている。
ラブベリーロッド
ミュウベリーのアイテム。ウチャが変形する。ウサギの顔が逆さまにした苺を囲っている飾りのついたロッド。
ミュウアクア
古代地球人によって作り出された高純度の水の結晶体のような聖物。物質の代謝を活性化させる強大な力を持っている（原作では、純度1%のものを用いたにもかかわらず、重油まみれになっている海鳥から重油が落ち、元気になった）。地球全体に影響を与えるほどの威力も秘めている。
アニメ第1作では関東ローム層の粘土質の土の中に結晶化して存在していて、感情が高ぶったミュウミュウが感知するとその体が発光する。
『にゅ〜♡』では第8話から登場。ミュウレタスが触れることで、タルトによって汚染された東京湾の一帯が一瞬で浄化される威力を見せた。
ミュウアクアロッド
原作では純度100%のミュウアクアを回収したマシャが変形する武器。アニメ第1作では白金らが遺跡から発掘したロッドで、錆びていたがミュウイチゴの掛け声で本来の姿に戻った。どちらも強力な浄化技を発動させるが、アニメ第1作ではミュウアクアの結晶を必要とし、技の発動後にその結晶は失われてしまうため、使用回数が限られた。

## 作中用語
カフェミュウミュウ
東京ミュウミュウのサポート役である白金と赤坂が経営しているカフェ。東京ミュウミュウのアジトとも言える場所であり、ミュウミュウたちは表向きはカフェのウェイトレスのアルバイトをしている（原作版では時給は1000円らしい。アニメ第１作での労働報酬はカフェミュウミュウの焼菓子やケーキ類だった。「にゅ〜♡」では休憩時間中は赤坂のスイーツ食べ放題ではあり、ギャラも存在するようだが具体的な金額は不明）。地下には白金の研究室や作戦室と呼べる施設がある。
「にゅ〜♡」ではディープブルーの攻撃によって東京が破壊される際に崩壊したが、最終回にて修復され、「カフェミュウミュウnew」としてリニューアルオープンした。
キメラアニマ
エイリアンが、クラゲのような姿の「パラサイトアニマ」と呼ばれる寄生生命体を動物に憑依させて誕生させる怪物。普段はおとなしい性質の動物であっても、憑依されると凶暴化する。アニメ版では人間のピュアな心とパラサイトアニマを融合させても誕生する。「にゅ〜♡」では複数のパラサイトアニマが合体することでキメラアニマに変身する。また、パイが独自に作り出した酵素を浴びせることで、キメラアニマに変身する。
スピリッツ
アニメ第1作のみ登場。人間のピュアな心を指す。
井ノ原公園（いのはらこうえん）
原作では季節外れの桜が満開になり、青山が先輩に誘われて調査に向かった場所。この桜の花粉は猛毒であり、吸い込んだ人々が次々と倒れてしまう。
アニメ第1作でも季節外れの桜が開花し、大学の研究室などが調査していた。これはキッシュの策で、この桜が散ると花びらが汚染物質と化し、この木を中心に汚染された木々5本が汚染物質を都内に撒き散らす計画だったが、ミュウミュウによってすんでのところで阻止される。
いずれも青山がミュウイチゴと初対面した場所である。
『にゅ〜♡』では登場しておらず、パイによっていちごの高校に植えられていた桜が季節外れに開花させられており、有害物質の設定も無くなっている。本作ではこの時に青山がミュウイチゴと初対面した。
代官中学校（だいかんちゅうがっこう）
アニメ第1作でいちごや青山、いちごの親友らが通う中学校。
TOKYO大陸復古(トーキョー ゴンドワナ・ルネッサンス)
エイリアン達がディープブルーを覚醒させるために企てた、地球上の人類を始末する4つの作戦(アニメ第1作では特に作戦の名称はない)。
東京タワーに眉を作り出し、そこから汚染物質をまき散らす蛾型のアニマ・ダストワイバーンを放つ、第一の皿。東京ドームの地下にゼノモグリンを放出し、穴掘りさせることでマグマを東京に噴出させる、第二の皿。東京湾に大量の赤潮を発生させ死滅させる第三の皿。東京を大きなドームで閉じ込め、その中を50℃を達する高温により生物を死滅させる第四の皿が登場している。
いずれも最終的にミュウアクアを見つけたミュウミュウ達の「リボーンアクアドロップス」により浄化され、失敗に終わった。

## 書誌情報

### 単行本
- 征海未亜・吉田玲子（シナリオ）『東京ミュウミュウ』講談社〈講談社コミックスなかよし〉、全7巻
  1. 2001年2月2日発売[20]、ISBN 4-06-178955-4
  2. 2001年7月4日発売[21]、ISBN 4-06-178965-1
  3. 2001年12月27日発売[22]、ISBN 4-06-178981-3
  4. 2002年4月3日発売[23]、ISBN 4-06-178987-2
  5. 2002年8月2日発売[24]、ISBN 4-06-178995-3
  6. 2002年12月4日発売[25]、ISBN 4-06-364006-X
  7. 2003年4月2日発売[26]、ISBN 4-06-364017-5
- 征海未亜（まんが）・講談社（原案）『東京ミュウミュウ あ・ら・もーど』講談社〈講談社コミックスなかよし〉、全2巻
  1. 2003年11月6日発売[4]、ISBN 4-06-364034-5
  2. 2004年4月6日発売[5]、ISBN 4-06-364046-9
- 征海美亜（まんが）・吉田玲子（シナリオ）『東京ミュウミュウ 2020 り・たーん♡』講談社〈KCデラックス〉、2020年9月11日発売[27]、ISBN 978-4-06-520537-2
- 征海美亜（まんが）・吉田玲子（シナリオ）『東京ミュウミュウ 新装版』講談社〈KCデラックス〉、全10巻
  1. 2022年5月13日発売[28]、ISBN 978-4-06-527835-2
  2. 2022年5月13日発売[29]、ISBN 978-4-06-527838-3
  3. 2022年5月13日発売[30]、ISBN 978-4-06-527836-9
  4. 2022年6月13日発売[31]、ISBN 978-4-06-527975-5
  5. 2022年6月13日発売[32]、ISBN 978-4-06-527969-4
  6. 2022年6月13日発売[33]、ISBN 978-4-06-527972-4
  7. 2022年6月13日発売[34]、ISBN 978-4-06-527973-1
  8. 2022年7月13日発売[35]、ISBN 978-4-06-528455-1
  9. 2022年7月13日発売[36]、ISBN 978-4-06-528456-8
  10. 2022年7月13日発売[37]、ISBN 978-4-06-528457-5
- 講談社（原案）・青月まどか（まんが）『東京ミュウミュウ オーレ!』講談社〈講談社コミックスなかよし〉、全8巻

『東京ミュウミュウ』の男版を描いた漫画。
1. 2020年4月13日発売、ISBN 978-4-06-519221-4
2. 2020年8月12日発売、ISBN 978-4-06-520608-9
3. 2020年12月11日発売、ISBN 978-4-06-520802-1
4. 2021年4月13日発売、ISBN 978-4-06-522872-2
5. 2021年9月13日発売、ISBN 978-4-06-524400-5
6. 2022年1月13日発売、ISBN 978-4-06-526712-7
7. 2022年5月13日発売、ISBN 978-4-06-527968-7
8. 2022年9月13日発売、ISBN 978-4-06-528990-7

### 関連書籍
すべて講談社より発売されている。
- 『テレビアニメ 東京ミュウミュウ 公式ファンBOOK』2003年1月23日発売[46]、ISBN 4-06-330194-X
- 講談社のテレビ絵本 『東京ミュウミュウ (1) ねこになるにゃん!』2002年5月27日発売[47]、ISBN 4-06-344221-7
- 講談社のテレビ絵本 『東京ミュウミュウ (2) なかまは どこにゃん?』2002年7月16日発売[48]、ISBN 4-06-344227-6
- 講談社のテレビ絵本 『東京ミュウミュウ (3) 5にん そろって、せいぎの みかたにゃん♥』2002年8月28日発売[49]、ISBN 4-06-344231-4
- 講談社のテレビ絵本 『東京ミュウミュウ (4) きせき! ミュウアクアロッドにゃん♥』2002年12月11日発売[50]、ISBN 4-06-344240-3
- 講談社のテレビ絵本 『東京ミュウミュウ (5) ちきゅうの みらいに ごほうしするにゃん♥』2003年3月19日発売[51]、ISBN 4-06-344249-7
- たのしい幼稚園 テレビデラックス 『東京ミュウミュウ シールあそびえほん』2002年11月8日発売[52]、ISBN 4-06-178102-2
- おともだち ニューシールブック 『東京ミュウミュウ シールあそび』2002年8月発行、ISBN 4-06-327274-5
- 『東京ミュウミュウ にゅ〜 公式ビジュアルブック 別冊付録TVアニメ『東京ミュウミュウ』メモリアルブック』2022年6月13日発売[53]、ISBN 978-4-06-528222-9

## テレビアニメ

### 2002年版
テレビ愛知製作、テレビ東京系列で2002年4月6日から2003年3月29日まで放送された。全52話。
男児・少年向け作品が主体であったテレビ愛知土曜8:00枠で初の女児向け作品として放送。
物語前半でのオープニングの冒頭ナレーションについて初期はシリアスな雰囲気で触れ込まれていたが、第12話以降は主人公・いちごによる語り手で触れ込まれている。
原作にないアニメオリジナルエピソードが多く、最終回のエピローグでは新たな敵との戦いに身を投じるが、原作第2部との繋がりは語られていない。

#### スタッフ（2002年版）
- 企画 - 東京ミュウミュウ製作委員会[16]
- 原作 - 講談社（原案）、征海未亜（まんが）、吉田玲子（シナリオ）[9]
- 監督 - 阿部記之[9]
- シリーズ構成 - 十川誠志[9]
- 美術監督 - 高田茂祝[9]
- 撮影監督 - 福島敏行[9]
- キャラクターデザイン - 北山真理[9]
- サブキャラクターデザイン - 宇佐美皓一[9]
- カラーデザイン - 上谷秀夫[9]
- 編集 - プロダクションI・G、植松淳一[9]
- ビデオ編集 - 東京現像所
- 音響効果 - 武藤晶子（サウンドボックス）
- 音楽 - 根岸貴幸[9]
- 音楽協力 - テレビ愛知ミュージック
- プロデューサー - 高柳明史、関谷将人、可知秀幸、山田昇、萩野賢
- アニメーションプロデューサー - 南喜長、福良啓
- アニメーション制作 - ぴえろ[16]
- 製作 - テレビ愛知、AEON→we've、東急エージェンシー

#### 主題歌（2002年版）
オープニングテーマ「my sweet heart」
作詞 - T_T / 作曲・編曲 - UZA / 歌 - 小松里賀
エンディングテーマ「恋はア・ラ・モード」
作詞・作曲 - ホンダタカノブ / 編曲 - Grooving K.T / 歌 - 東京ミュウミュウ（桃宮いちご〈中島沙樹〉、藍沢みんと〈かかずゆみ〉、碧川れたす〈佐久間紅美〉、黄歩鈴〈望月久代〉、藤原ざくろ〈野田順子〉）
挿入歌
「海を見ていた」（第16話）
作詞 - 清原明恵 / 作曲 - UZA / 編曲 - 村上正芳 / 歌 - 碧川れたす（佐久間紅美）
「Blue Bird」（第19話）
作詞 - 若木智円 / 作曲 - UZA / 編曲 - 磯江俊道 / 歌 - 藍沢みんと（かかずゆみ）
「YES YES YES!」（第20話）
作詞・作曲 - UZA / 編曲 - 村上正芳 / 歌 - 黄歩鈴（望月久代）
「Don't Cry」（第24話）
作詞 - Bco / 作曲 - UZA / 編曲 - 磯江俊道 / 歌 - 藤原ざくろ（野田順子）
「STRAWBERRY POWER」（第25話）
作詞 - 若木智円 / 作曲 - 荻野ヒデキ / 編曲 - 藤田宜久 / 歌 - 桃宮いちご（中島沙樹）
「グライダー」（第26、43話）
作詞 - 清原明恵 / 作曲 - UZA / 編曲 - 磯江俊道 / 歌 - 小松里賀
「ひとりでいても」（第34話）
作詞 - 清原明恵 / 作曲 - UZA / 編曲 - 磯江俊道 / 歌 - 碧川れたす（佐久間紅美）
「ドゥビドゥワDANCIN' NIGHT」（第35話）
作詞 - Bco / 作曲 - UZA / 編曲 - 磯江俊道 / 歌 - 藤原ざくろ（野田順子）
「My days -あの日を、忘れない-」（第35、37、41、49話）
作詞 - 清原明恵 / 作曲 - UZA / 編曲 - 磯江俊道 / 歌 - 小松里賀
「太陽なワタシ」（第40話）
作詞 - Kyo / 作曲・編曲 - 藤田宜久 / 歌 - 黄歩鈴（望月久代）
「キラメキの海を超えて」（第47話）
作詞 - 清原明恵 / 作曲 - 横井公博 / 編曲 - 藤田宜久 / 歌 - 桃宮いちご（中島沙樹）

#### 各話リスト（2002年版）
太字は原作を元にしたエピソード。
| 話数 | サブタイトル                             | 脚本       | コンテ         | 演出       | 作画監督                       | 美術              | 放送日        |
| ---- | ---------------------------------------- | ---------- | -------------- | ---------- | ------------------------------ | ----------------- | ------------- |
| 1    | ネコになる、正義の味方は恋する少女にゃん | 十川誠志   | 阿部記之       | 阿部記之   | 宇佐美皓一                     | 高田茂祝 清水友幸 | 2002年 4月6日 |
| 2    | 新しい仲間、正義の味方は超お嬢様にゃん   | 十川誠志   | 榎本明広       | 榎本明広   | 大西雅也                       | 高田茂祝          | 4月13日       |
| 3    | 学校の怪談、おばけの正体見つけ出すにゃん | 十川誠志   | 松浦錠平       | 松浦錠平   | 桜井木ノ実                     | 高橋忍            | 4月20日       |
| 4    | 涙のデート、青山君にいえない秘密にゃん   | 高橋ナツコ | 中島弘明       | 中島弘明   | 阿部弘樹                       | 工藤英昭          | 4月27日       |
| 5    | 嵐の新体操、ネコの舞で輝く星になるにゃん | 田中哲生   | 高橋資祐       | 阿部記之   | 高橋資祐                       | 高田茂祝          | 5月4日        |
| 6    | 心のピアノ、ときめきの舞踏会にゃん       | 十川誠志   | 小柴純弥       | 小柴純弥   | 中森良治                       | 高橋忍            | 5月11日       |
| 7    | 歩鈴登場、耳とシッポも芸のうち           | 大和屋暁   | 阿部記之       | 畠山茂樹   | かわむらあきお                 | 工藤英昭          | 5月18日       |
| 8    | 温泉へ GO! 神秘の山の愛の奇跡            | 田中哲生   | 松浦錠平       | 松浦錠平   | 桜井木ノ実                     | 高田茂祝          | 5月25日       |
| 9    | 愛しのお兄様、思い出は写真の中に         | 高橋ナツコ | 中島弘明       | 中島弘明   | 阿部弘樹                       | 高田茂祝 高橋忍   | 6月1日        |
| 10   | 最後の仲間、まぼろしの一匹狼             | 田中哲生   | 榎本明広       | 榎本明広   | 石野聡                         | 工藤英昭          | 6月8日        |
| 11   | 信じる心、五人そろって東京ミュウミュウ   | 十川誠志   | 金子仁         | 小柴純弥   | ふかざわまなぶ                 | 高田茂祝          | 6月15日       |
| 12   | バレちゃった、季節はずれの桜散る         | 十川誠志   | 畠山茂樹       | 畠山茂樹   | 宇佐美皓一                     | 高田茂祝          | 6月22日       |
| 13   | すれ違う心、狙われた青山くん             | 大和屋暁   | 小柴純弥       | 小柴純弥   | かわむらあきお                 | 工藤英昭          | 6月29日       |
| 14   | 赤坂の秘密、切ない恋の物語               | 十川誠志   | まついひとゆき | 平田豊     | 阿部弘樹                       | 高田茂祝          | 7月6日        |
| 15   | 小さな勇者、マシャ 命がけの友情          | 田中哲生   | 高橋資祐       | 小柴純弥   | 高橋資祐                       | 高橋忍 上野秀行   | 7月13日       |
| 16   | れたすの恋、一途な思いは図書館で         | 大和屋暁   | 松浦錠平       | 松浦錠平   | 桜井木ノ実                     | 工藤英昭          | 7月20日       |
| 17   | 蒼の騎士、おまえは俺が守る!              | 十川誠志   | 西村聡         | 阿部記之   | 石野聡                         | 高田茂祝          | 7月27日       |
| 18   | 真夏の恋! いちごのハートはゆらゆら       | 十川誠志   | 榎本明広       | 榎本明広   | かわむらあきお                 | 高橋忍            | 8月3日        |
| 19   | 優しさの力、海の深くに願いよ届け         | 田中哲生   | 中島弘明       | 中島弘明   | 阿部弘樹                       | 工藤英昭          | 8月10日       |
| 20   | 母の記憶、お姉ちゃんは大変なのだ         | 大和屋暁   | 小柴純弥       | 小柴純弥   | 宇佐美皓一                     | 高田茂祝          | 8月17日       |
| 21   | 心の火花、いちごとみんとのすれ違い       | 十川誠志   | 畠山茂樹       | 畠山茂樹   | 中森良治                       | 高橋忍            | 8月24日       |
| 22   | 夏よさらば、いちごの一番長い日           | 大和屋暁   | 松浦錠平       | 松浦錠平   | 桜井木ノ実                     | 高橋忍            | 8月31日       |
| 23   | 恋は突然! 乙女のハートをうけとめて       | 田中哲生   | 榎本明広       | 榎本明広   | ふかざわまなぶ                 | 工藤英昭          | 9月7日        |
| 24   | 不思議な宝石、輝きはあなたの中に         | 高橋ナツコ | 中島弘明       | 中島弘明   | 阿部弘樹                       | 工藤英昭          | 9月14日       |
| 25   | 恋のハードル、いちごの恋は障害だらけ     | 十川誠志   | 高橋資祐       | 小柴純弥   | 高橋資祐                       | 高橋忍            | 9月21日       |
| 26   | 時よ止まれ! 胸にあふれる愛しい気持ち     | 十川誠志   | 阿部記之       | 阿部記之   | 石野聡                         | 高橋忍            | 9月28日       |
| 27   | あなたが好き、青山くん衝撃の告白!        | 十川誠志   | 金子仁         | 畠山茂樹   | かわむらあきお 実原登 橋本英樹 | 工藤英昭          | 10月5日       |
| 28   | ネコパニック、秘密のカギは乙女のくちびる | 十川誠志   | 松浦錠平       | 松浦錠平   | 桜井木ノ実                     | 高橋忍            | 10月12日      |
| 29   | 禁断の恋? ネコの言葉がわかるニャン       | 田中哲生   | まついひとゆき | 平田豊     | 吉本拓二                       | 工藤英昭          | 10月19日      |
| 30   | 素直になって、水晶玉に秘めた片思い       | 高橋ナツコ | 榎本明広       | 伊達将利   | 宇佐美皓一                     | 高橋忍            | 10月26日      |
| 31   | 父の背中、いちごをかけた一本勝負!        | 大和屋暁   | 下田正美       | 畠山茂樹   | かわむらあきお                 | 工藤英昭          | 11月2日       |
| 32   | お嬢さま対決、お金じゃ買えない正義の味方 | 大和屋暁   | 秋山勝仁       | 阿部記之   | ふかざわまなぶ                 | 高橋忍            | 11月9日       |
| 33   | 婚約者現わる 歩鈴、宿命の結婚            | 田中哲生   | 松浦錠平       | 松浦錠平   | 桜井木ノ実                     | 工藤英昭          | 11月16日      |
| 34   | 一番大切な事、誰かを信じる気持ち         | 十川誠志   | 平田豊         | 藤本美樹   | 阿部弘樹                       | 高橋忍            | 11月23日      |
| 35   | 泣かないで、ひとりぼっちの小さなざくろ   | 高橋ナツコ | 榎本明広       | 榎本明広   | 石野聡                         | 工藤英昭          | 11月30日      |
| 36   | 白金の過去、ミュウミュウ誕生の秘密!!     | 大和屋暁   | 高橋資祐       | 小柴純弥   | 高橋資祐                       | 高橋忍            | 12月7日       |
| 37   | 輝きの涙、二人きりのクリスマス           | 田中哲生   | 畠山茂樹       | 畠山茂樹   | かわむらあきお                 | 工藤英昭          | 12月14日      |
| 38   | 聖夜の奇跡、秘密の消えた夜               | 十川誠志   | 小柴純弥       | 小柴純弥   | 宇佐美皓一                     | 高橋忍            | 12月21日      |
| 39   | 盗まれた夢、ラベンダーの甘い罠           | 田中哲生   | 中島弘明       | 中島弘明   | アベエミコ 吉本拓二            | 工藤英昭          | 12月28日      |
| 40   | 二人は友達? 歩鈴、危機一髪!!             | 大和屋暁   | 松浦錠平       | 松浦錠平   | 桜井木ノ実                     | 高橋忍            | 2003年 1月4日 |
| 41   | 幸せを運ぶ風、一途な祈り                 | 高橋ナツコ | 榎本明広       | 榎本明広   | ふかざわまなぶ                 | 工藤英昭          | 1月11日       |
| 42   | ざくろの迷い、四人になったミュウミュウ   | 十川誠志   | 下田正美       | 畠山茂樹   | 三好和也 実原登                | 高橋忍            | 1月18日       |
| 43   | 敵か味方か? 戦ってお姉さま!!             | 十川誠志   | 阿部記之       | 伊達将利   | 宇佐美皓一                     | 工藤英昭          | 1月25日       |
| 44   | 森になった街! いちごの笑顔を守るもの     | 田中哲生   | 平田豊         | 藤本美樹   | 阿部弘樹                       | 高橋忍            | 2月1日        |
| 45   | 解けた謎! 蒼の騎士の真実                 | 高橋ナツコ | 小柴純弥       | 小柴純弥   | 中森良治                       | 工藤英昭          | 2月8日        |
| 46   | 新しい戦力! 地球を守る仲間               | 十川誠志   | 松浦錠平       | 松浦錠平   | 桜井木ノ実                     | 高橋忍            | 2月15日       |
| 47   | 愛のパワー! 青山君は私が守る!!           | 大和屋暁   | 高橋資祐       | 小柴純弥   | 高橋資祐                       | 工藤英昭          | 2月22日       |
| 48   | 異次元の迷路!キッシュの賭け!!            | 田中哲生   | 榎本明広       | 榎本明広   | かわむらあきお                 | 高橋忍            | 3月1日        |
| 49   | 青の目覚め、もうひとつの姿!              | 大和屋暁   | 秋山勝仁       | 畠山茂樹   | 橋本英樹 三好和也              | 工藤英昭          | 3月8日        |
| 50   | いちごの試練!あたしはミュウミュウ        | 高橋ナツコ | 中島弘明       | 谷田部勝義 | 阿部弘樹                       | 高橋忍            | 3月15日       |
| 51   | 最後の戦い! あなたの笑顔を信じてる       | 十川誠志   | ふかざわまなぶ | 伊達将利   | 石野聡                         | 工藤英昭          | 3月22日       |
| 52   | 地球の未来に、ご奉仕するにゃん!          | 十川誠志   | 小柴純弥       | 小柴純弥   | 宇佐美皓一                     | 高橋忍            | 3月29日       |

#### 放送局（2002年版）
| 放送期間                     | 放送時間           | 放送局                                                  | 対象地域 | 備考     |
| ---------------------------- | ------------------ | ------------------------------------------------------- | -------- | -------- |
| 2002年4月6日 - 2003年3月29日 | 土曜 8:00 - 8:30   | テレビ愛知（製作局） をはじめとする テレビ東京系列全6局 | 日本国内 |          |
| 2002年4月14日 - 2003年4月6日 | 日曜 6:30 - 7:00   | 石川テレビ                                              | 石川県   |          |
| - 2003年5月14日              | 水曜 15:30 - 16:00 | 福島テレビ                                              | 福島県   |          |
| 不明                         | 土曜 6:00 - 6:30   | 仙台放送                                                | 宮城県   |          |
|                              | 月曜 7:30 - 8:00   | 奈良テレビ                                              | 奈良県   |          |
|                              | 月曜 15:53 - 16:23 | 広島テレビ                                              | 広島県   |          |
|                              | 日曜 7:30 - 8:00   | くまもと県民テレビ                                      | 熊本県   |          |
|                              | 火曜 16:00 - 16:30 | 鹿児島読売テレビ                                        | 鹿児島県 |          |
|                              | 不明               | BSジャパン                                              | 日本全域 | BS放送 / |
|                              |                    | AT-X                                                    | 日本全域 | CS放送   |
|                              |                    | キッズステーション                                      | 日本全域 | CS放送   |

##### 日本国外での放送
当作はアメリカのFOXやカートゥーン ネットワークでも放送され、現地に合わせるようにタイトルを『MEW MEW POWER』に変更している。ストーリーは第1話が日本の第12話を放送し、第2話以降からは日本の第1話から順に放送した。また一部のシーンに（アメリカに合わせるように）若干の変更も施されている。キャラクターも「いちご」ではなく「ゾーイ」となっている。また、韓国でもSBSで放送された他、フランスやイタリアなどの欧州でも放送されている。
| テレビ愛知制作・テレビ東京系列 土曜 8:00 - 8:30 | テレビ愛知制作・テレビ東京系列 土曜 8:00 - 8:30 | テレビ愛知制作・テレビ東京系列 土曜 8:00 - 8:30 |
| 前番組                                          | 番組名                                          | 次番組                                          |
| ----------------------------------------------- | ----------------------------------------------- | ----------------------------------------------- |
| 仰天人間バトシーラー                            | 東京ミュウミュウ                                | マーメイドメロディー ぴちぴちピッチ             |

### 東京ミュウミュウ にゅ〜♡
2020年4月2日に新作アニメが制作されることが発表された。主人公・いちご役は一般公募のオーディションにより選ばれた。2022年7月から9月までテレビ東京系列にて放送された。幹事局も2002年版のテレビ愛知からテレビ東京に変更されている。
第2期は第1期放送終了後、制作が発表され、2023年4月から6月まで放送された。また、オリジナルミニアニメ『ぷち！東京ミュウミュウ にゅ〜♡』が東京ミュウミュウチャンネルとアニメ公式Twitterにて2022年6月30日より配信中。
本作のために、桃宮いちご役の天麻ゆうき、藍沢みんと役の日向未来、碧川れたす役の十二稜子、黄歩鈴役の戸田梨杏、藤原ざくろ役の石井萌々果による声優ユニット「Smewthie」（スミュウジー）が結成された。Smewthieがパーソナリティを務めるWebラジオ『東京ミュウミュウ にゅ〜♡ラジオ スミュウジー！（スミュラジ）』が2022年12月2日より東京ミュウミュウチャンネルと音泉にて配信開始。
基本的に原作のストーリーに沿っているが、テレビアニメ2002年版同様、アニメオリジナルの設定やストーリー展開も存在する。また、ミュウミュウやその関係者である親の声を、2002年版でミュウミュウの声を演じた声優がキャスティングされている。

#### スタッフ（にゅ〜♡）
- 原作 - 征海美亜（漫画）、吉田玲子（シナリオ）、講談社（原案）[58]
- 監督 - 名取孝浩[61][17]
- 助監督 - 東田夏実
- シリーズ構成 - 山田由香[61][17]
- キャラクターデザイン - 石野聡[61][17]
- サブキャラクターデザイン - 西野理恵
- モンスターデザイン - 神戸洋行
- バトル・カフェコスチュームデザイン - 征海美亜
- デザインワークス - 高橋和徳、西野美沙樹
- 色彩設計 - 齋藤亜沙美
- 美術設定 - 佐藤正浩
- 美術監督 - 千葉薫
- 撮影監督 - 張迪
- 編集 - 瀧川三智
- 音響監督 - 亀山俊樹[61][17]
- 音響効果 - 山田香織
- 音響制作 - ビットグルーヴプロモーション
- 音楽 - 高梨康治（Team-MAX）[62]
- 音楽プロデューサー - 高澤太樹
- 音楽制作 - ポニーキャニオン
- プロデューサー - 伊藤裕史、中沢莉奈、清水さくら、古川慎、大和雅恵、山田唯莉子、清水瑛美
- アニメーションプロデューサー - 加百優喜雄
- アニメーション制作 - ゆめ太カンパニー、グラフィニカ[61][17]
- 製作 - 「東京ミュウミュウにゅ〜」製作委員会

#### 主題歌（にゅ〜♡）
オープニングテーマ
「Cat!!してSuperGirls」
Smewthieによる第1期オープニングテーマ。作詞・作曲・編曲は園田健太郎。
「めがもるふぉ〜ぜ♡」
Smewthieによる第2期オープニングテーマ。作詞は園田健太郎、作曲は哥丸雄貴、編曲は哥丸と園田。

エンディングテーマ
「トキメキ☆イチゴいちえ」
Smewthieによる第1期エンディングテーマ。作詞・作曲はKHAi。
「Can-do Dreamer」
Smewthieによる第2期エンディングテーマ。作詞はhotaru、作曲はTom-H@ckとRINZO、編曲はRINZO。
「MAGICAL☆CARNIVAL」
Smewthieによる第2期第15話エンディングテーマ。作詞は白幡いちほ、作曲・編曲は佐々木直也と野田ダイスケ。
「my sweet heart」〜にゅ〜♡Ver.〜
桃宮いちご（天麻ゆうき）による第1期第12話・第2期第24話エンディングテーマ。作詞はT_T、作曲はUZA、編曲は園田健太郎。
2002年版オープニングテーマのカバー。第12話では1番、第24話では2番以降を使用。

挿入歌
「I Believe」
藤原ざくろ（石井萌々果）による第4話挿入歌。作詞は真崎エリカ、作曲・編曲は本多友紀（Arte Refact）。
「私を呼ぶ声」
藤原ざくろ（石井萌々果）による第6話挿入歌。作詞は鬼 chio、作曲はYOOKEYとオノシ、編曲はオノシ。
「ワタクシ・オリジナル」
藍沢みんと（日向未来）による第14話挿入歌。作詞は白幡いちほ、作曲は伊藤翼とPeter Ilyich Tchaikovsky、編曲はAkkiと伊藤翼。
「笑顔乱舞」
黄歩鈴（戸田梨杏）による第15話挿入歌。作詞は園田健太郎、作曲・編曲はやしきん。
「砂浜に描いた地図」
碧川れたす（十二稜子）による第16話挿入歌。作詞は白幡いちほ、作曲・編曲は佐々木直也。
「Everything」
藤原ざくろ（石井萌々果）による第17話挿入歌。作詞は叶人、作曲は叶人と片山将太、編曲は片山将太。
「You＆Mew」
桃宮いちご（天麻ゆうき）による第19話挿入歌。作詞・作曲・編曲はオノシ。

#### 各話リスト（にゅ〜♡）
| 話数   | サブタイトル                                  | 脚本       | 絵コンテ     | 演出         | 作画監督 | 総作画監督      | 初放送日      |       |       |       |       |       |       |       |       |       |       |       |       |       |       |       |       |       |
| 第1期  | 第1期                                         | 第1期      | 第1期        | 第1期        | 第1期 | 第1期           | 第1期         | 第1期 | 第1期 | 第1期 | 第1期 | 第1期 | 第1期 | 第1期 | 第1期 | 第1期 | 第1期 | 第1期 | 第1期 | 第1期 | 第1期 | 第1期 | 第1期 | 第1期 |
| ------ | --------------------------------------------- | ---------- | ------------ | ------------ | --- | --------------- | ------------- | ----- | ----- | ----- | ----- | ----- | ----- | ----- | ----- | ----- | ----- | ----- | ----- | ----- | ----- | ----- | ----- | ----- |
| 第1話  | どーなってるの!? 今日から正義の味方だにゃん！ | 山田由香   | 名取孝浩     | 東田夏実     | 西野美沙樹 高橋和徳 野田智弘 北條裕之 工藤慎也                                                                                    | 吉岡毅          | 2022年 7月6日 |       |       |       |       |       |       |       |       |       |       |       |       |       |       |       |       |       |
| 第2話  | 本当の友達ってなんですか？                    | 山田由香   | 小坂春女     | 石山タカ明   | Jang Hee kyu Lim Keun soo Park Hoon                                                                                               | 小林利充        | 7月13日       |       |       |       |       |       |       |       |       |       |       |       |       |       |       |       |       |       |
| 第3話  | 奪われた唇!?ミュウプリン参上！                | 岡田邦彦   | 山本靖貴     | 山本靖貴     | 西野美沙樹 工藤慎也 野田智弘 熊谷勝弘 黒染                                                                                        | 小林利充        | 7月20日       |       |       |       |       |       |       |       |       |       |       |       |       |       |       |       |       |       |
| 第4話  | 憧れのお姉さま 最後の一人は大スター           | 久尾歩     | 石山タカ明   | 石黒達也     | 志賀道憲 吉田肇 日根野優子 飯飼一幸 川口弘明                                                                                      | 吉岡毅          | 7月27日       |       |       |       |       |       |       |       |       |       |       |       |       |       |       |       |       |       |
| 第5話  | 笑ってみんと！お嬢様の憂鬱                    | 山田由香   | 於地紘仁     | 於地紘仁     | Kwon Oh sik Jang Hee kyu Lim Keun soo 林怡君                                                                                      | 小林利充        | 8月3日        |       |       |       |       |       |       |       |       |       |       |       |       |       |       |       |       |       |
| 第6話  | 心に響け！私は私を超えていく                  | 加百優喜雄 | 東田夏実     | 東田夏実     | 熊谷勝弘 北條裕之 高橋和徳 西野美沙樹 唐安舒                                                                                      | 石野聡          | 8月10日       |       |       |       |       |       |       |       |       |       |       |       |       |       |       |       |       |       |
| 第7話  | お別れの桜吹雪                                | 岡田邦彦   | 小坂春女     | 星野美鈴     | 今中俊輔 姉崎早也花 | 吉岡毅 西村理恵 | 8月17日       |       |       |       |       |       |       |       |       |       |       |       |       |       |       |       |       |       |
| 第8話  | 自信を持って クルージングは初恋風味           | 久尾歩     | 佐藤まさふみ | 石山タカ明   | Kwon Oh sik Jang Hee kyu Lim Keun soo                                                                                             | 小林利充        | 8月24日       |       |       |       |       |       |       |       |       |       |       |       |       |       |       |       |       |       |
| 第9話  | 恋のキューピッド！デートマル秘大作戦！        | 山田由香   | 東田夏実     | 東田夏実     | Kwon Oh sik Kim Yoon jung Kim Si won Won Chang hee Lim Keun soo Jang Hee kyu 西野美沙樹 北條裕之 黒染                             | 西村理恵        | 8月31日       |       |       |       |       |       |       |       |       |       |       |       |       |       |       |       |       |       |
| 第10話 | にゃんてこった！ドキドキが止まらない？        | 久尾歩     | 西野理恵     | 大久保唯男   | S.H.Park J.W.Kim H.S.Choi B.S.Lee S.Kim                                                                                           | 小林利充        | 9月7日        |       |       |       |       |       |       |       |       |       |       |       |       |       |       |       |       |       |
| 第11話 | みんなが待ってる！走れいちご！                | 岡田邦彦   | 名取孝浩     | 吉田俊司     | 原田峰文 上原史也 | 小林利充        | 9月14日       |       |       |       |       |       |       |       |       |       |       |       |       |       |       |       |       |       |
| 第12話 | 雨と涙                                        | 岡田邦彦   | 名取孝浩     | 東田夏実     | 阿部愛由美 野田智弘 西野美沙樹 工藤慎也 北條裕之 吉田肇 くまがぱんいち 黒染 LEE EUN-YOUNG PARK SO-YEON CHOI EUN-YOUNG KIM SUN-TAE | 小林利充        | 9月21日       |       |       |       |       |       |       |       |       |       |       |       |       |       |       |       |       |       |
| 第2期  |                                               |            |              |              | |                 |               |       |       |       |       |       |       |       |       |       |       |       |       |       |       |       |       |       |
| 第13話 | Step up!いちご恋のセカンドステージ！          | 山田由香   | 山本靖貴     | 西邑大輔     | 西野美沙樹 野田智弘 吉田肇 黒染                                                                                                   | 石野聡          | 2023年 4月5日 |       |       |       |       |       |       |       |       |       |       |       |       |       |       |       |       |       |
| 第14話 | みんとが家出!? わたくしが世界を変えますわ！   | 岡田邦彦   | 於地紘仁     | 石山タカ明   | Won Chang hee Lim Keun soo Kwon Oh sik                                                                                            | 小林利充        | 4月12日       |       |       |       |       |       |       |       |       |       |       |       |       |       |       |       |       |       |
| 第15話 | 前略母上 歩鈴は元気でやっているのだ           | 岡田邦彦   | 畑博之       | おゆなむ     | S.Kim J.W.Kim Y.M.Lee B.S.Lee J.S.Kang J.S.Park                                                                                   | 小林利充        | 4月19日       |       |       |       |       |       |       |       |       |       |       |       |       |       |       |       |       |       |
| 第16話 | 恋のしずく れたすと人魚姫                     | 山田由香   | 小林一三     | 東田夏実     | Won Chang hee Kim Hye Jeong Lim Keun soo Park Hoon                                                                                | 小林利充        | 4月26日       |       |       |       |       |       |       |       |       |       |       |       |       |       |       |       |       |       |
| 第17話 | 二人の天才 火花散るMV撮影！                   | 岡田邦彦   | 佐藤まさふみ | 佐藤まさふみ | 荆丹燚 石井ゆみこ しまだひであき 服部憲治 一航 明光 鑫月                                                                          | 小林利充        | 5月3日        |       |       |       |       |       |       |       |       |       |       |       |       |       |       |       |       |       |
| 第18話 | 秘めた覚悟 μプロジェクトが生まれた日          | 久尾歩     | 山本靖貴     | 粟井重紀     | 陳潔瓊 周剛 胡威 趙親雲 誠宇動画                                                                                                  | 小林利充        | 5月10日       |       |       |       |       |       |       |       |       |       |       |       |       |       |       |       |       |       |
| 第19話 | 動き出す未来 これが本当のあたし               | 山田由香   | 東田夏実     | 東田夏実     | 金正男 金元会 韓承熙 JW.Kim SH.Park JS.Park JY.Park BS.Lee 亮点動画 長城動画                                                      | 小林利充        | 5月17日       |       |       |       |       |       |       |       |       |       |       |       |       |       |       |       |       |       |
| 第20話 | キッシュと蒼の騎士                            | 久尾歩     | 西邑大輔     | 西邑大輔     | Lim Keun soo Kim Hye Jeong Kwon Oh sik Park Hoon                                                                                  | -               | 5月24日       |       |       |       |       |       |       |       |       |       |       |       |       |       |       |       |       |       |
| 第21話 | 深き蒼                                        | 岡田邦彦   | 名取孝浩     | 加藤もえ     | 山口保則 野田智弘 西野美沙樹 張益 LEE EUN-YOUNG LEE SUNG-JIN 吉田肇 阿部美佐緒 北條裕之                                           | -               | 5月31日       |       |       |       |       |       |       |       |       |       |       |       |       |       |       |       |       |       |
| 第22話 | バラバラの心 涙の夜                           | 久尾歩     | 名取孝浩     | 粟井重紀     | 荆丹燚 森口弘之 石井ゆみこ 服部憲治 光の園・アニメーション 寧波麦冬映画 Triple A 世欣东方文化传媒                                 | 小林利充        | 6月7日        |       |       |       |       |       |       |       |       |       |       |       |       |       |       |       |       |       |
| 第23話 | 想いよとどけ！最後の戦い!!                    | 岡田邦彦   | 名取孝浩     | 於地紘仁     | gil production | 小林利充        | 6月14日       |       |       |       |       |       |       |       |       |       |       |       |       |       |       |       |       |       |
| 第24話 | 私たちがつくる未来                            | 山田由香   | 名取孝浩     | 東田夏実     | 阿部美佐緒 西野美沙樹 野田智弘 北條裕之 吉田肇 LEE EUN-YOUNG PARK SO-YEON                                                         | -               | 6月21日       |       |       |       |       |       |       |       |       |       |       |       |       |       |       |       |       |       |

#### 放送局（にゅ〜♡）
| 放送期間                | 放送時間                     | 放送局                              | 対象地域・備考                                              |
| ----------------------- | ---------------------------- | ----------------------------------- | ----------------------------------------------------------- |
| 2022年7月6日 - 9月21日  | 水曜 0:00 - 0:30（火曜深夜） | テレビ東京（製作参加）ほか系列全6局 | 北海道・関東広域圏・愛知県・ 大阪府・岡山県・香川県・福岡県 |
| 2022年7月7日 - 9月22日  | 木曜 0:30 - 0:59（水曜深夜） | BSテレ東                            | BS/BS4K放送                                                 |
| 2022年7月12日 - 9月27日 | 火曜 20:00 - 20:30           | AT-X                                | CS放送 / リピート放送あり                                   |
| 全局で字幕放送を実施。  |                              |                                     |                                                             |

| 放送期間               | 放送時間                     | 放送局                              | 対象地域・備考                                              |
| ---------------------- | ---------------------------- | ----------------------------------- | ----------------------------------------------------------- |
| 2023年4月5日 - 6月21日 | 水曜 0:00 - 0:30（火曜深夜） | テレビ東京（製作参加）ほか系列全6局 | 北海道・関東広域圏・愛知県・ 大阪府・岡山県・香川県・福岡県 |
|                        | 水曜 0:30 - 0:59（火曜深夜） | BSテレ東                            | BS/BS4K放送                                                 |
| 2023年4月23日 - 7月9日 | 日曜 23:30 - 月曜 0:00       | AT-X                                | CS放送 / リピート放送あり                                   |
| 全局で字幕放送を実施。 |                              |                                     |                                                             |

| テレビ東京系列 水曜 0:00 - 0:30（火曜深夜）  | テレビ東京系列 水曜 0:00 - 0:30（火曜深夜） | テレビ東京系列 水曜 0:00 - 0:30（火曜深夜） |
| 前番組                                       | 番組名                                      | 次番組                                      |
| -------------------------------------------- | ------------------------------------------- | ------------------------------------------- |
| BIRDIE WING -Golf Girls' Story- （Season 1） | 東京ミュウミュウ にゅ〜♡ （第1期）          | チェンソーマン                              |
| とんでもスキルで異世界放浪メシ               | 東京ミュウミュウ にゅ〜♡ （第2期）          | フェ〜レンザイ -神さまの日常-               |

## 関連商品

### DVD
全てのDVDの発売元はインターチャネル。販売元はポニーキャニオン。
- 『東京ミュウミュウ』 1巻 / 1-6話（収録話） / PCBX-50353
- 『東京ミュウミュウ』 2巻 / 7-12話 / PCBX-50354
- 『東京ミュウミュウ』 3巻 / 13-18話 / PCBX-50355
- 『東京ミュウミュウ』 4巻 / 19-24話 / PCBX-50356
- 『東京ミュウミュウ』 5巻 / 25-30話 / PCBX-50357
- 『東京ミュウミュウ』 6巻 / 31-36話 / PCBX-50358
- 『東京ミュウミュウ』 7巻 / 37-42話 / PCBX-50359
- 『東京ミュウミュウ』 8巻 / 43-48話 / PCBX-50360
- 『東京ミュウミュウ』 9巻&10巻 セットボックス / PCBX-50361
  - 『東京ミュウミュウ』 9巻 / 49-52話
  - 『東京ミュウミュウ』 10巻 / ノンクレジットOP/ED、および声優インタビューなど

ほか、レンタル専用のVHS版（全13巻）も作成された。発売元はDVDと同じポニーキャニオン。
また、2020年4月24日にはBlu-ray Disc版のBOXが発売された（FFXC-9009）。発売・販売元はフロンティアワークス。

### 音楽CD
全てのCDの発売元はインターチャネル。販売元はキングレコード。
- 東京ミュウミュウ オープニングテーマソング 『my sweet heart』 / 小松里賀 / 2002年5月1日 / NECM-12030
- 東京ミュウミュウ エンディングテーマソング 『恋はア・ラ・モード』 / 東京ミュウミュウ（桃宮いちご〈中島沙樹〉、藍沢みんと〈かかずゆみ〉、碧川れたす〈佐久間紅美〉、黄歩鈴〈望月久代〉、藤原ざくろ〈野田順子〉） / 2002年6月5日 / NECM-12031
- 東京ミュウミュウ キャラクターソングス いちごのCDなのにゃん! / 2002年9月4日 / NECA-13031
- 東京ミュウミュウ キャラクターソングス みんとのCDですわ! / 2002年9月4日 / NECA-13032
- 東京ミュウミュウ キャラクターソングス れたすのCDきいてください! / 2002年9月4日 / NECA-13033
- 東京ミュウミュウ キャラクターソングス ぷりんのCDなのだー! / 2002年9月4日 / NECA-13034
- 東京ミュウミュウ キャラクターソングス ざくろのCDおききなさい! / 2002年9月4日 / NECA-13035
- 東京ミュウミュウ オリジナルサウンドトラック / 2002年9月25] / NECA-30067
- 東京ミュウミュウ 挿入歌 『グライダー』 / 小松里賀 / 2002年10月23日 / NECM-12036
- 東京ミュウミュウ キャラクターソングス特別編 りんごのCDです〜! / 2002年12月5日（非売品・限定版特典CD） / SLPM-87176
- 東京ミュウミュウ キャラクターソングス メガミックス / 2002年12月25日 / NECA-30076
- 東京ミュウミュウ オリジナルサウンドトラック2 / 2003年1月22日 / NECA-30078
- 『キラメキの海を超えて』 / 桃宮いちご（中島沙樹） / 2003年2月26日 / NECM-12043
- 東京ミュウミュウ スーパーベストヒット ‐カフェミュウミュウサイド‐ / 2003年3月26日 / NECA-30079
- 東京ミュウミュウ スーパーベストヒット ‐東京ミュウミュウサイド‐ / 2003年3月26日 / NECA-30089

なお、キャラクターソングス（ただし、NECA-1303xに該当するCDのみ）の5枚に加え、スペシャルボーナスディスク（『恋はア・ラ・モード (Love Extended Mix -Tokyo Mew Mew Edit-)』が収録されている）とボックスが添付された「東京ミュウミュウ キャラクターソングス コレクターズボックス」も存在する。これは特別限定生産の形で発表され、各CDのバラ売りに2か月先立って発売された（2002年7月24日）。

### ゲーム
はめパネ 東京ミュウミュウ
2002年7月11日にタカラから発売されたゲームボーイアドバンス用パズルゲーム。開発元はウィンキーソフト。
東京ミュウミュウ 登場新ミュウミュウ!みんないっしょにご奉仕するにゃん♥
2002年12月5日に発売されたPlayStation用ロールプレイングゲーム。発売元・開発元はゲームボーイアドバンス版と同じくタカラおよびウィンキーソフト。

### その他
- 東京ミュウミュウリカちゃん - ミュウイチゴに模した髪や服を着たリカちゃんが2002年に発売された。

## ミュウ・ファイヴ
「ミュウ・ファイヴ」は、『東京ミュウミュウ』におけるプロモーション活動の一環として2001年7月25日に結成された、小中学生5人組からなるコスプレアイドルユニットである。
事実上の「実写版東京ミュウミュウ」として扱われ、平均年齢が12歳の少女たちによって構成されたこともあり、結成時には大きな注目を浴びることになった。しかし、東京キャラクターショーをはじめとするイベントでいくつかの公演を行ったものの、その公演総回数は10回に満たず、中途で活動を休止し、自然消滅となった。

### 配役（ミュウ・ファイヴ）
- 吉田有希（桃宮いちご 役）
- 明坂聡美（藍沢みんと 役）
- 松井友里絵（碧川れたす 役）
- 泉綾香（黄歩鈴 役）
- 桜井真子（藤原ざくろ 役〈初代〉）
- 三田真央（藤原ざくろ 役〈2代目 / 2002年9月以降〉）
  - 藤原ざくろ役は2002年9月に桜井真子から三田真央へと変更になっている。

### CD（ミュウ・ファイヴ）
発売されたCDは1枚のみである。これは「なかよしフェスティバル」をはじめとするイベント限定販売商品だったが、講談社の「なかよし」通信販売サイトでも購入できた。
「守りたいから」
2002年7月21日発売
作詞・作曲・編曲 - 梶浦由記